# Franklin D. Roosevelt
Franklin Delano Roosevelt, também conhecido como FDR ([ˈroʊzəvəlt], [ʔvɛlt]; Hyde Park, 30 de janeiro de 1882 – Warm Springs, 12 de abril de 1945) foi um advogado e político norte-americano que serviu como o 32.º presidente dos Estados Unidos de 1933 até sua morte em 1945. Membro do Partido Democrata, foi eleito para quatro mandatos presidenciais, sendo o presidente que ficou mais tempo no cargo, e tornou-se também uma figura central dos eventos históricos mundiais da metade do século XX. Roosevelt comandou o governo federal durante a maior parte da Grande Depressão, implementando sua agenda doméstica do New Deal em resposta à pior crise econômica da história do país. Como o principal líder de seu partido, construiu a Coalizão New Deal, que realinhou a política norte-americana. Seus terceiro e quarto mandatos foram dominados pela Segunda Guerra Mundial, que terminou logo após sua morte. Roosevelt é classificado pelos estudiosos como um dos três presidentes mais grandiosos dos Estados Unidos, juntamente com George Washington e Abraham Lincoln, mas também foi sujeito a diversas críticas.
Um nova-iorquino, Roosevelt nasceu em uma família rica, cujo sobrenome era notório por conta de Theodore Roosevelt, o 26.º presidente dos Estados Unidos. Após graduar-se pela Universidade Harvard, ingressou na Faculdade de Direito da Universidade Columbia, mas deixou a faculdade após ser aprovado no exame de admissão da ordem dos advogados de Nova Iorque. Em 1905, casou-se com sua prima de quinto grau, Eleanor Roosevelt. Eles tiveram seis filhos, dos quais cinco sobreviveram até a idade adulta. Entrou para a política em 1910 ao ser eleito para o Senado estadual de Nova Iorque e em 1913 foi designado secretário adjunto da Marinha, ocupando o cargo durante o governo de Woodrow Wilson e a Primeira Guerra Mundial. Foi o candidato a vice-presidente de James M. Cox na eleição de 1920, mas a chapa foi derrotada pelo republicano Warren G. Harding. Em 1921, contraiu uma doença paralítica, que na época se acreditava ser poliomielite, e suas pernas ficaram permanentemente paralisadas. Enquanto tentava se recuperar, fundou um centro de tratamento em Warm Springs, na Geórgia, para pessoas com poliomielite. Apesar de não poder andar sem ajuda, retomou sua carreira política ao ser eleito governador de Nova Iorque em 1928. Permaneceu neste cargo de 1929 a 1933, promovendo programas para combater a crise econômica que assolava o país.
Na eleição presidencial de 1932, Roosevelt derrotou o presidente republicano Herbert Hoover por uma grande diferença. Empossado presidente em um período de grave recessão econômica, os primeiros cem dias do 73.º Congresso presenciaram a aprovação sem precedentes de leis federais e Roosevelt emitiu uma série de ordens executivas para implementar seu plano de recuperação econômica e desenvolvimento, conhecido como New Deal—um programa de ajuda governamental, de recuperação e crescimento econômico, gerador de empregos e de reformas (através de regulamentações sobre Wall Street, bancos e transportes). Roosevelt criou vários programas para apoiar os desempregados e fazendeiros, encorajando os sindicatos trabalhistas a crescer enquanto regulamentava os negócios empresariais e as grandes finanças. Em 1933, sancionou a revogação da Lei Seca. O presidente utilizou o rádio para falar diretamente com a população, proferindo 30 discursos por este meio durante a sua presidência e se tornando o primeiro presidente norte-americano a ser televisionado. Tendo a economia melhorado rapidamente de 1933 a 1936, foi reeleito facilmente em 1936. No segundo mandato, buscou a aprovação da Lei de Reforma dos Procedimentos Judiciais, que teria ampliado o tamanho da Suprema Corte. Uma coalizão conservadora bipartidária foi formada e impediu não só a reforma da alta corte como também a implementação de outros programas e reformas do New Deal. Os principais programas e leis implementadas durante seu governo e que seguem em vigor incluem a Comissão de Valores Mobiliários, a Lei Nacional de Relações Trabalhistas, a Seguridade Social e a Lei de Normas Justas de Trabalho.
Os Estados Unidos reelegeram Roosevelt em 1940 para um terceiro mandato, tornando-o o único mandatário do país a ocupar a presidência por mais de dois mandatos. Com a Segunda Guerra Mundial se aproximando após 1938, Roosevelt deu forte apoio diplomático e financeiro à China, Reino Unido e, finalmente, à União Soviética, enquanto seu país permaneceu oficialmente neutro. Após o ataque japonês a Pearl Harbor em dezembro de 1941, um evento que classificou como "um dia que viverá na infâmia", Roosevelt conseguiu que o Congresso declarasse guerra contra o Japão e, poucos dias depois, contra a Alemanha e a Itália. Auxiliado por seu assessor Harry Hopkins e com forte apoio nacional, trabalhou em estreita colaboração com o primeiro-ministro britânico Winston Churchill, o líder soviético Joseph Stalin e o generalíssimo chinês Chiang Kai-shek na liderança das potências Aliadas contra as do Eixo. Roosevelt supervisionou a mobilização da economia norte-americana para apoiar o esforço de guerra e implementou a estratégia Europa Primeiro, fazendo da derrota da Alemanha uma prioridade sobre a do Japão. Também iniciou o desenvolvimento da primeira bomba atômica do mundo e trabalhou com os outros líderes aliados para estabelecer as bases para as Nações Unidas e outras instituições do pós-guerra. Roosevelt foi reeleito em 1944, mas com sua saúde física em declínio durante os anos da guerra, morreu em abril de 1945, menos de três meses após o início de seu quarto mandato. As potências do Eixo se renderam aos Aliados nos meses seguintes à morte de Roosevelt, durante a presidência de seu sucessor, Harry S. Truman.

## Primeiros anos e casamento

### Infância
Franklin Delano Roosevelt nasceu em 30 de janeiro de 1882, na cidade de Hyde Park, no Vale do Hudson, estado de Nova Iorque, sendo filho de James Roosevelt I e sua segunda esposa, Sara Ann Delano. Os pais de Roosevelt, primos de sexto grau, eram provenientes de famílias ricas de Nova Iorque: os Roosevelts, Aspinwalls e Delanos, respectivamente. O ancestral patrilinear de Roosevelt migrou para Nova Amsterdã no século XVII, e os Roosevelts prosperaram como comerciantes e proprietários de terras. O progenitor da família Delano viajou para o Novo Mundo no Mayflower, e os Delanos prosperaram como comerciantes e construtores de navios em Massachusetts. Franklin tinha um meio-irmão, James "Rosy" Roosevelt, do casamento anterior de seu pai.
Roosevelt cresceu em uma família rica. Seu pai, James Roosevelt I, formou-se na Faculdade de Direito de Harvard em 1851, mas optou por não exercer a advocacia depois de receber uma herança de seu avô, James Roosevelt. O pai de Roosevelt era um proeminente democrata Bourbon que uma vez chegou a levar seu filho a encontrar o presidente Grover Cleveland na Casa Branca. Sara foi a influência dominante nos primeiros anos de Franklin. Certa vez, ela declarou: "Meu filho Franklin é um Delano, não um Roosevelt". James, que tinha 54 anos quando Franklin nasceu, foi considerado por alguns como um pai distante, embora o biógrafo James MacGregor Burns indique que James interagiu com seu filho mais do que era típico na época.

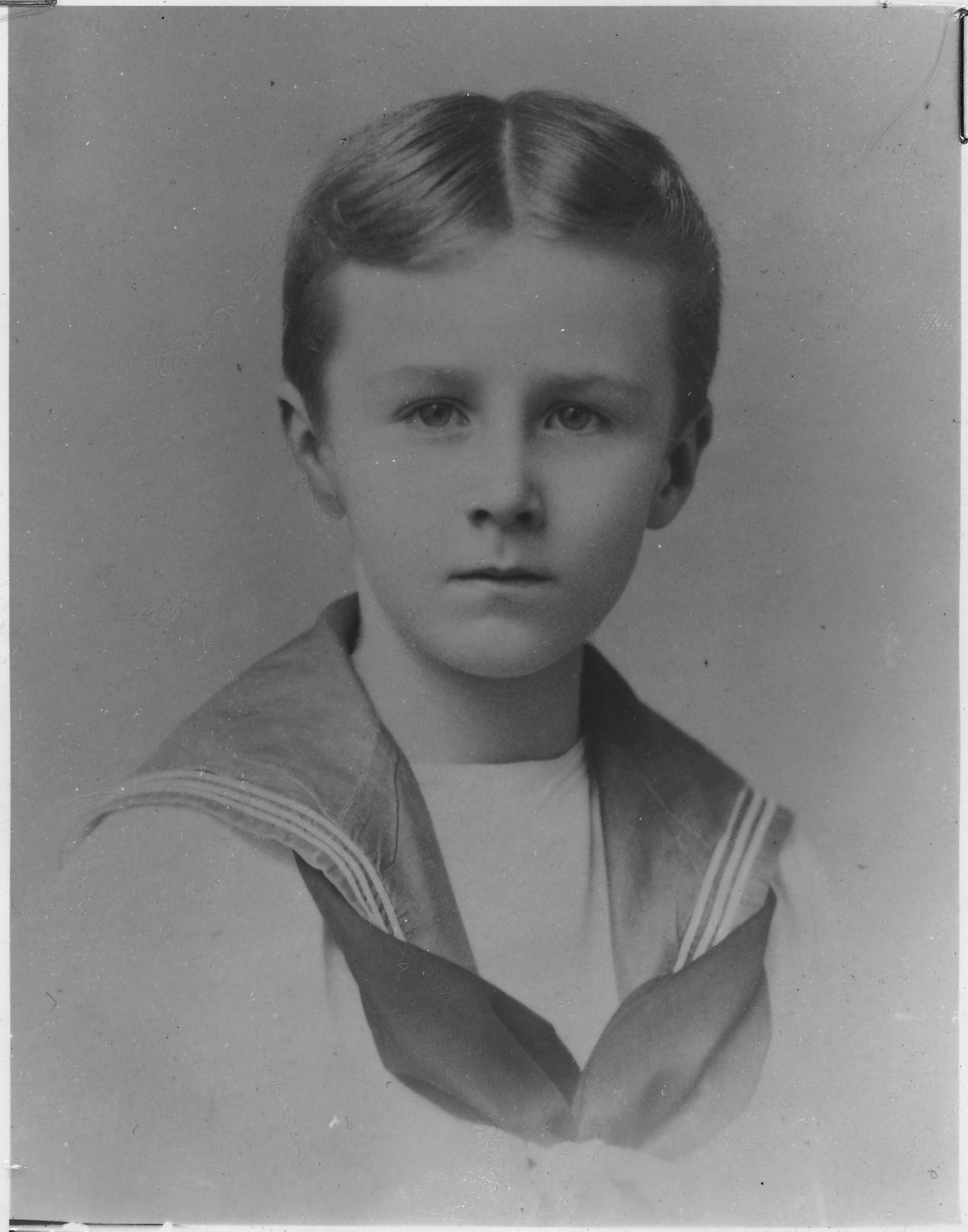
Roosevelt em 1889, aos 7 anos

Roosevelt aprendeu a cavalgar, atirar, remar e jogar polo e tênis de grama. Ele começou a jogar golfe na adolescência, tornando-se um rebatedor hábil. Nos últimos anos de sua adolescência foi campeão no pequeno clube de golfe na Ilha Campobello, New Brunswick, Canadá, onde sua família tinha um chalé de verão. Também aprendeu a velejar cedo e, quando tinha 16 anos, seu pai lhe deu um veleiro.

### Educação e início de carreira
Viagens frequentes à Europa—Roosevelt fez sua primeira excursão aos dois anos de idade e ia com seus pais todos os anos entre os sete e quinze anos—o ajudaram a conhecer as línguas alemã e francesa. Exceto quando estudou em uma escola pública na Alemanha aos nove anos, foi educado em casa por tutores até os catorze anos. Em seguida, estudou na Groton School, um internato episcopal em Groton, Massachusetts. Seu diretor, Endicott Peabody, pregava o dever dos cristãos de ajudar os menos afortunados e instou seus alunos a entrar no serviço público. Peabody permaneceu uma forte influência ao longo da vida de Roosevelt, oficiando o juramento em seu casamento e visitando-o enquanto era presidente.
Como a maioria de seus colegas de classe de Groton, Roosevelt foi estudar na Harvard College, da Universidade Harvard. Academicamente, foi um estudante mediano, e mais tarde declarou: "Fiz cursos de economia na faculdade por quatro anos e tudo o que me ensinaram estava errado". Durante a faculdade, foi membro da fraternidade Alpha Delta Phi e do Fly Club, além de atuar como líder de torcida. Roosevelt era relativamente indistinto como estudante ou atleta, mas se tornou editor-chefe do jornal diário The Harvard Crimson, uma posição que exigia grande ambição, energia e capacidade de gerenciar outras pessoas.
O pai de Roosevelt morreu em 1900, causando-lhe grande sofrimento. No ano seguinte, Theodore Roosevelt, seu primo de quinto grau, tornou-se presidente dos Estados Unidos. O vigoroso estilo de liderança e o zelo reformista de Theodore fizeram dele o modelo e herói de Franklin. Roosevelt se formou em Harvard em 1903 com um bacharelado em artes em história. Em 1904, ingressou na Faculdade de Direito da Universidade Columbia, mas deixou a faculdade em 1907 após passar na prova de admissão da ordem dos advogados de Nova Iorque. Em 1908, conseguiu um emprego no prestigiado escritório de advocacia Carter Ledyard & Milburn, trabalhando na divisão de direito marítimo do escritório.

### Casamento, família e casos extraconjugais
Em meados de 1902, Franklin começou a cortejar sua futura esposa Eleanor Roosevelt. Primos de quinto grau, conheceram-se durante a infância; Eleanor era sobrinha de Theodore Roosevelt. Eles começaram a trocar correspondências em 1902 e, em outubro de 1903, a pediu em casamento. Em 17 de março de 1905, Roosevelt se casou com Eleanor em Nova Iorque, apesar da forte resistência de sua mãe. Sara Roosevelt era muito possessiva com seu filho, acreditando que ele era jovem demais para se casar; contudo, Eleanor não a desagradava. Por várias vezes, tentou fazer com que o casal rompesse o noivado. Durante o casamento, o tio de Eleanor, presidente Theodore Roosevelt, conduziu a noiva até o altar, visto que seu pai, Elliott, havia morrido.

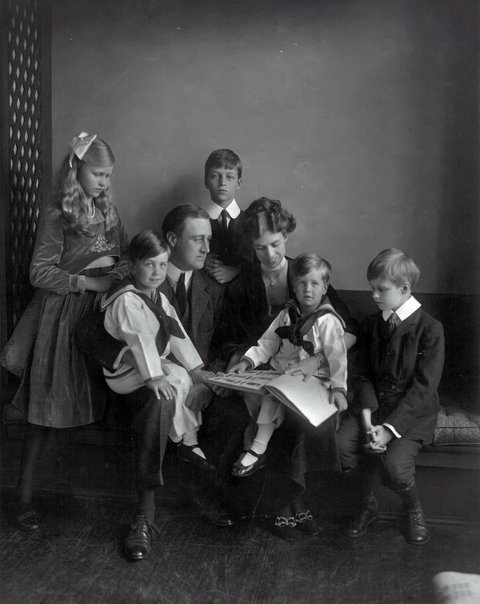
A família Roosevelt em 1919

Após o casamento, o jovem casal se mudou para Springwood, em Hyde Park. A casa era de propriedade de Sara Roosevelt até sua morte em 1941; Sara também morava lá. Franklin e sua mãe fizeram o planejamento e o mobiliário de uma casa que ela construiu para o jovem casal na cidade de Nova Iorque; ao lado desta, Sara construiu uma casa igual para ela. Eleanor nunca se sentiu em casa nas residências de Hyde Park ou Nova Iorque, mas adorava a casa de férias da família na Ilha Campobello, a qual Sara deu ao casal.
O biógrafo James MacGregor Burns escreveu que o jovem Roosevelt era seguro de si e à vontade na classe alta. Em contraste, Eleanor na época era tímida e não gostava da vida social, ficando em casa para criar seus vários filhos. Como seu pai, deixou a criação dos filhos para sua esposa, enquanto Eleanor, por sua vez, dependia em grande parte de cuidadores contratados para criá-los. Referindo-se à sua experiência inicial como mãe, ela afirmou posteriormente que não sabia "absolutamente nada sobre como lidar ou alimentar um bebê". Embora Eleanor tivesse aversão à relação sexual e a considerasse "uma provação a ser suportada", ela e Franklin tiveram seis filhos: Anna, James e Elliott nasceram em 1906, 1907 e 1910, respectivamente. O segundo filho do casal, Franklin, morreu na infância em 1909. Outro filho, também chamado Franklin, nasceu em 1914, e o filho mais novo, John, nasceu em 1916.
Roosevelt teve vários casos extraconjugais, incluindo um com a secretária de Eleanor, Lucy Mercer, que começou logo depois que ela foi contratada no início de 1914. Em setembro de 1918, Eleanor encontrou na bagagem do marido cartas revelando o caso. Franklin pensou em se divorciar de Eleanor, mas Sara se opôs fortemente e Lucy não concordaria em se casar com um homem divorciado com cinco filhos. Franklin e Eleanor continuaram casados, e ele prometeu nunca mais ver Lucy. Eleanor nunca o perdoou verdadeiramente, e o casamento deles a partir de então foi mais uma parceria política. Eleanor logo depois estabeleceu uma casa separada em Hyde Park, e cada vez mais se dedicou a várias causas sociais e políticas de forma independente ao marido. A ruptura emocional no casamento foi tão profunda que, quando Roosevelt pediu a Eleanor em 1942 que voltasse para casa e morasse com ele novamente—devido à sua saúde debilitada—, ela recusou. Roosevelt nem sempre estava ciente de quando a esposa visitava a Casa Branca e, por algum tempo, a primeira-dama não conseguiu contatá-lo por telefone sem a ajuda de sua secretária; Roosevelt, por sua vez, não visitou o apartamento de Eleanor em Nova Iorque até o final de 1944.
Franklin quebrou sua promessa com Eleanor de se abster de ter novos casos extraconjugais. Ele e Lucy continuaram trocando correspondências e começaram a se ver novamente em 1941, ou talvez mais cedo. Lucy estava com Roosevelt no dia em que morreu em 1945. Apesar disso, o caso extraconjugal do presidente não foi amplamente conhecido até a década de 1960. O filho de Roosevelt, Elliott, afirmou que seu pai teve um caso com sua secretária particular, Marguerite "Missy" LeHand, durante vinte anos. Outro filho, James, afirmou que "há uma possibilidade real de que existiu um relacionamento romântico" entre seu pai e a princesa Marta da Suécia, que residiu na Casa Branca durante parte da Segunda Guerra Mundial. Na época, assessores começaram a se referir a Marta como "a namorada do presidente", e os boatos que ligavam os dois romanticamente surgiram nos jornais.

## Início da carreira política; 1910–1920

### Senador estadual de Nova Iorque; 1910–1913

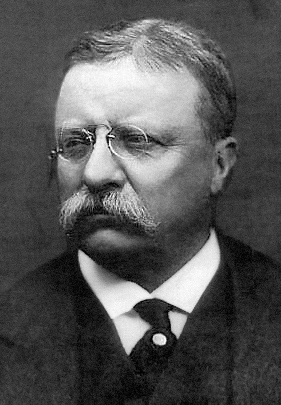
Primo distante, Theodore Roosevelt desempenhou uma influência importante na carreira política de Franklin Roosevelt

Roosevelt tinha pouca paixão pela advocacia e confidenciou aos amigos que planejava entrar para a política. Apesar da admiração por seu primo, Theodore, que era republicano, Franklin filiou-se ao mesmo partido de seu pai, o Democrata. Antes das eleições de 1910, o Partido Democrata local o recrutou para concorrer a um assento na Assembleia do Estado de Nova Iorque. Roosevelt era um candidato atraente para o partido pois Theodore Roosevelt ainda era um dos políticos mais importantes do país, e um democrata Roosevelt era uma boa publicidade; o candidato também poderia pagar por sua própria campanha. Sua campanha para a Assembleia terminou depois que o incumbente democrata, Lewis Stuyvesant Chanler, optou por concorrer à reeleição. No entanto, ao invés de pôr fim às suas pretensões políticas, decidiu disputar uma vaga do Senado estadual. O distrito que Roosevelt decidiu disputar, localizado nos condados de Dutchess, Columbia e Putnam, era fortemente republicano. Roosevelt temia que uma oposição aberta de Theodore pudesse efetivamente minar sua candidatura, mas Theodore, em privado, incentivou a candidatura de seu primo, apesar das diferenças partidárias. Atuando como seu próprio gerente de campanha, viajou pelo distrito com um automóvel numa época em que muitos não podiam comprar carros. Graças à sua campanha agressiva e eficaz, a influência do nome Roosevelt no Vale do Hudson e a vitória esmagadora dos democratas nas eleições daquele ano, venceu a eleição, surpreendendo quase todos.

Roosevelt em 1912, ano em que foi reeleito senador estadual

Embora as sessões legislativas raramente durassem mais de dez semanas, Roosevelt tratou seu novo cargo como uma carreira em tempo integral. Empossado senador estadual em 1.º de janeiro de 1911, Roosevelt imediatamente se tornou o líder de um grupo de "insurgentes" que se opunham ao "bossismo" da máquina política conhecida como Tammany Hall, que dominava a política estadual democrata. Nas eleições de 1911 para o Senado, que eram decididas em uma sessão conjunta da legislatura estadual, Roosevelt e outros dezenove democratas causaram um impasse prolongado ao se oporem a uma série de candidatos apoiados por Tammany. A máquina partidária acabou apoiando James A. O'Gorman, um juiz altamente respeitado que Roosevelt considerou aceitável, e O'Gorman venceu a eleição no final de março. Roosevelt logo se tornou uma figura popular entre os democratas de Nova Iorque, embora ainda não tivesse se tornado um orador eloquente. Artigos de notícias e cartoons começaram a representar "a segunda vinda de um Roosevelt" que provocava "calafrios na espinha de Tammany".
Roosevelt, novamente em oposição a Tammany Hall, apoiou a exitosa candidatura do governador de Nova Jersey, Woodrow Wilson, à nomeação democrata de 1912. A eleição se tornou uma disputa com três candidatos viáveis quando Theodore Roosevelt deixou o Partido Republicano para lançar uma candidatura em oposição a Wilson e ao presidente republicano William Howard Taft. A decisão de Franklin de apoiar Wilson ao invés de Theodore na eleição geral alienou alguns membros de sua família, embora Theodore não se sentiu ofendido. A vitória de Wilson sobre um Partido Republicano dividido fez dele o primeiro democrata a vencer uma eleição presidencial desde 1892. Superando um ataque de febre tifoide e com ampla assistência do jornalista Louis McHenry Howe, Roosevelt foi reeleito nas eleições de 1912. Após a eleição, atuou por um curto período como presidente do Comitê de Agricultura, e seu sucesso com os projetos agrícolas e trabalhistas foi um precursor de suas políticas do New Deal vinte anos depois. A essa altura, se tornara mais consistentemente progressista, apoiando programas de trabalho e bem-estar social para mulheres e crianças; o primo Theodore teve alguma influência nessas questões.

### Secretário adjunto da Marinha; 1913–1919
O apoio de Roosevelt a Wilson levou à sua nomeação em março de 1913 como secretário adjunto da Marinha, o segundo cargo na hierarquia do Departamento da Marinha, superado apenas pelo secretário Josephus Daniels. Roosevelt tinha uma afeição duradoura pela Marinha—ele já havia colecionado quase dez mil livros navais e alegou ter lido todos, exceto um—e era mais ardente que Daniels em seu apoio a uma força naval grande e eficiente. Com o apoio de Wilson, Daniels e Roosevelt instituíram um sistema de promoção por mérito e fizeram outras reformas para ampliar o controle civil sobre os departamentos autônomos da Marinha. Roosevelt supervisionou os funcionários civis da Marinha e conquistou o respeito dos líderes sindicais por sua justeza na resolução de disputas. Nenhuma greve ocorreu durante seus mais de sete anos no cargo, durante o qual ganhou experiência em questões trabalhistas, gestão governamental durante a guerra, questões navais e logísticas, todas áreas valiosas para futuros cargos.

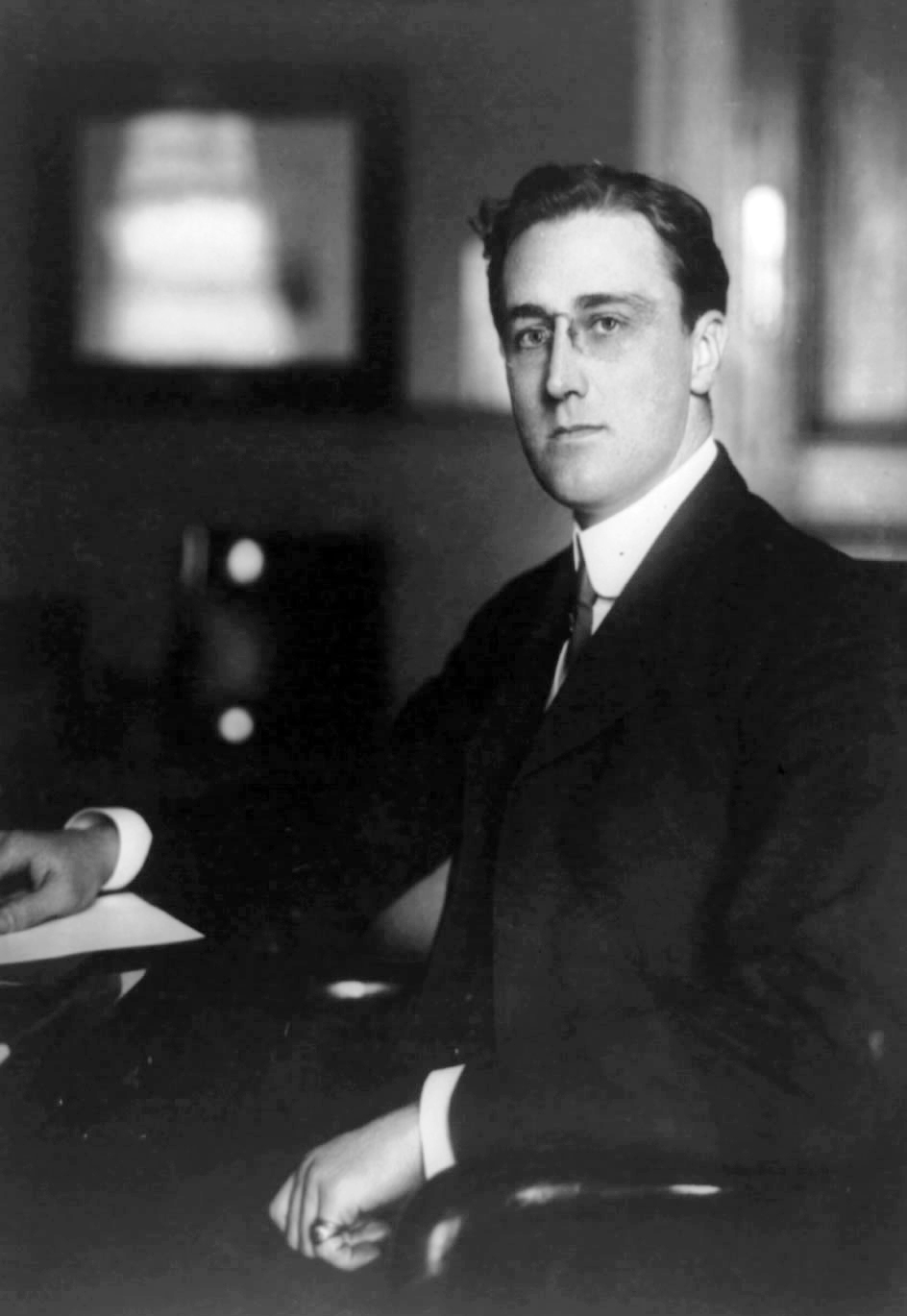
Roosevelt em 1913, como secretário adjunto da Marinha

Em 1914, Roosevelt tomou a decisão mal concebida de concorrer ao Senado por Nova Iorque, na vaga aberta pela aposentadoria do republicano Elihu Root. Embora Roosevelt tenha ganhado o apoio do secretário do Tesouro William Gibbs McAdoo e do governador Martin H. Glynn, encontrou um formidável oponente em James W. Gerard, apoiado por Tammany. Também não tinha o apoio do presidente Wilson, pois ele precisava das forças de Tammany para reunir apoio à suas propostas legislativas e garantir sua reeleição em 1916. Na primária democrata, foi derrotado por Gerard por ampla margem; Gerard acabou perdendo a eleição geral para o republicano James W. Wadsworth, Jr. Apesar do resultado, aprendeu uma lição valiosa: sozinho, o apoio federal, sem o apoio da Casa Branca, não poderia derrotar uma organização local forte. Após a eleição, Roosevelt e o chefe da máquina de Tammany Hall, Charles Francis Murphy, procuraram uma acomodação entre eles e se tornaram aliados políticos.
Após sua derrota nas primárias para o Senado, Roosevelt voltou a se concentrar no Departamento da Marinha. A Primeira Guerra Mundial eclodiu em julho de 1914, com as potências Centrais da Alemanha, Áustria-Hungria e o Império Otomano buscando derrotar as potências Aliadas da Grã-Bretanha, França e Rússia. Embora permanecesse publicamente apoiando Wilson, Roosevelt simpatizava com o Movimento de Preparação, cujos líderes apoiavam fortemente as potências Aliadas e pediam um reforço do poderio militar. O governo Wilson iniciou uma expansão da Marinha após o naufrágio do RMS Lusitania por um submarino alemão, e Roosevelt ajudou a estabelecer a Reserva da Marinha dos Estados Unidos e o Conselho de Defesa Nacional. Em abril de 1917, depois que a Alemanha declarou que participaria de uma guerra submarina irrestrita e atacou vários navios norte-americanos, Wilson pediu ao Congresso que declarasse guerra contra o país; a declaração foi aprovada em 6 de abril.
Roosevelt pediu ao presidente permissão para servir como oficial da Marinha, mas Wilson insistiu para que continuasse em seu cargo de secretário adjunto. Durante o ano seguinte, permaneceu em Washington para coordenar a mobilização, fornecimento e distribuição de embarcações e pessoal da Marinha. Nos primeiros seis meses após a entrada dos Estados Unidos na guerra, a Marinha se expandiu quatro vezes. No verão de 1918, viajou para a Europa para inspecionar instalações navais e se reunir com autoridades francesas e britânicas. Em setembro, retornou aos EUA a bordo do SS Leviathan, um grande porta-tropas. Nos 11 dias de viagem, o vírus da gripe pandêmica atingiu e matou muitos a bordo. Roosevelt ficou muito doente com gripe e uma agravante pneumonia, mas se recuperou quando o navio desembarcou em Nova Iorque. Depois que a Alemanha assinou um armistício em novembro de 1918, rendendo-se e terminando os combates, Daniels e Roosevelt supervisionaram a desmobilização da Marinha. Contra o conselho de oficiais mais antigos, como o almirante William Benson–que alegou não poder "conceber qualquer uso que a frota possa ter para a aviação"–Roosevelt ordenou pessoalmente a preservação da Divisão de Aviação da Marinha. Com o governo Wilson chegando ao fim, começou a planejar sua próxima candidatura a um cargo eletivo. Roosevelt e seus aliados abordaram Herbert Hoover sobre uma potencial candidatura à presidência em 1920, com Roosevelt como seu companheiro de chapa.

### Campanha a vice-presidente em 1920

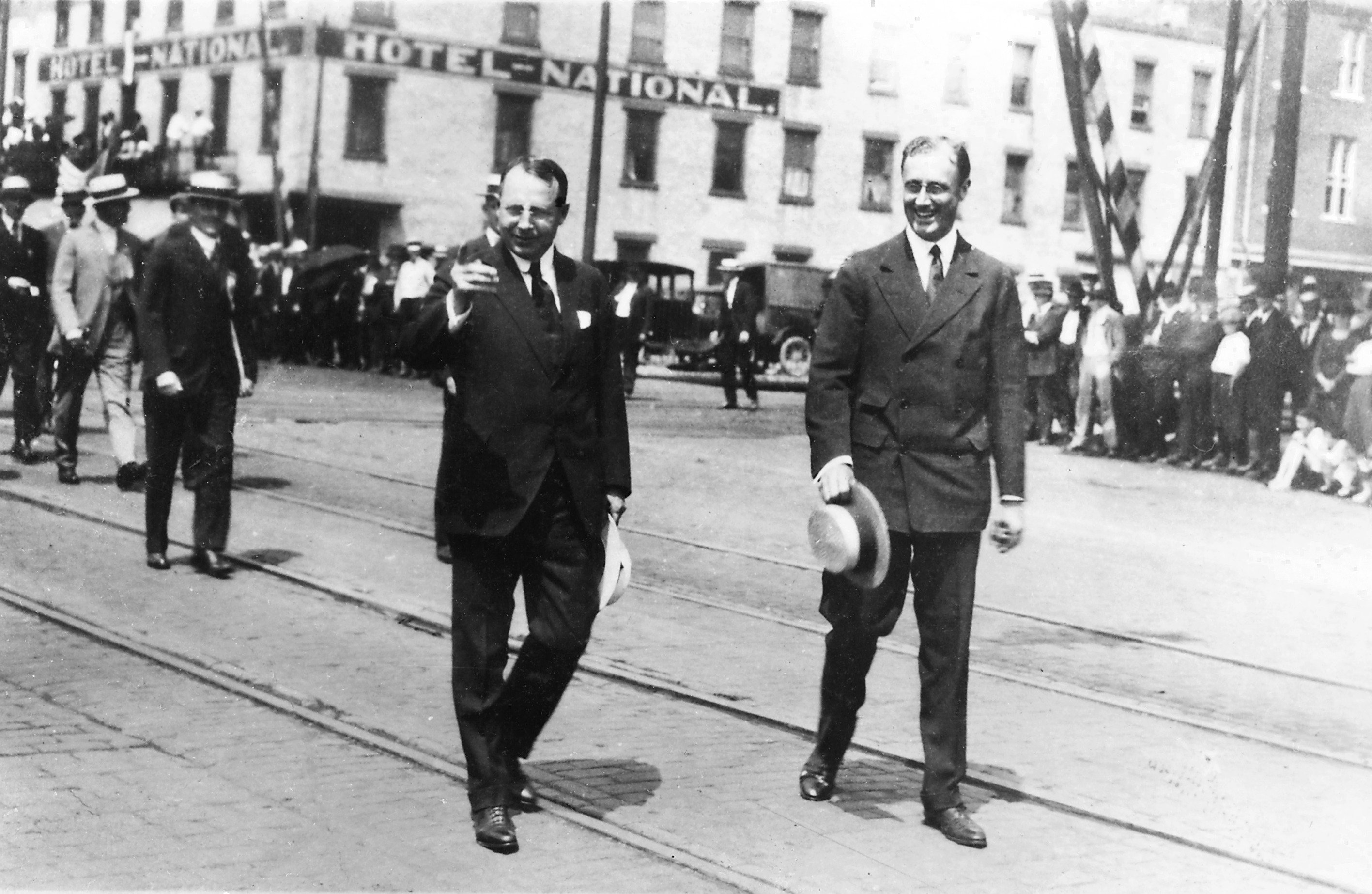
Roosevelt e James M. Cox durante a campanha presidencial de 1920

O plano de Roosevelt de convencer Hoover a concorrer à indicação democrata fracassou depois que ele se declarou publicamente um republicano; Roosevelt, no entanto, decidiu se candidatar à nomeação democrata a vice-presidente para a eleição de 1920. Depois que o governador James M. Cox, de Ohio, ganhou a indicação presidencial do partido na Convenção Nacional Democrata, ele escolheu Roosevelt como seu candidato a vice e o partido formalmente o indicou por aclamação. Apesar de sua indicação ter surpreendido a maioria das pessoas, Roosevelt equilibrou a chapa como moderada, Wilsoniana e proibicionista com um nome famoso. Roosevelt tinha acabado de completar 38 anos, quatro anos mais novo que Theodore quando recebeu a mesma indicação de seu partido. Roosevelt renunciou ao cargo de secretário adjunto da Marinha após a convenção democrata e fez campanha em todo o país.

Mapa com os resultados do Colégio Eleitoral da eleição de 1920

Durante a campanha, Cox e Roosevelt defenderam o governo Wilson e a Sociedade das Nações, ambos impopulares em 1920. Roosevelt apoiou pessoalmente a participação dos EUA na Sociedade das Nações, mas, diferentemente de Wilson, apoiou um compromisso com o senador Henry Cabot Lodge e outros "reservacionistas". A chapa Cox-Roosevelt foi derrotada pelos republicanos Warren G. Harding e Calvin Coolidge na eleição geral por uma ampla margem, e os republicanos ganharam em todos os estados fora do sul. Roosevelt aceitou a derrota sem dificuldades e mais tarde refletiu que os relacionamentos e a boa vontade que construiu na campanha de 1920 provaram ser um trunfo importante em sua campanha de 1932. As eleições de 1920 também presenciaram a primeira participação pública de Eleanor Roosevelt que, com o apoio de Louis Howe, se estabeleceu como uma valiosa aliada política.

## Doença paralítica e regresso político; 1910–1920
Após a eleição, Roosevelt retornou à cidade de Nova Iorque, onde exerceu advocacia e atuou como vice-presidente da Fidelity and Deposit Company. Também procurou obter apoio para um regresso político nas eleições de 1922, mas sua carreira foi prejudicada por uma doença. Enquanto os Roosevelts estavam de férias na Ilha Campobello em agosto de 1921, Franklin adoeceu. Seus principais sintomas foram febre; paralisia simétrica e ascendente; paralisia facial; disfunção intestinal e da bexiga; dormência e hiperestesia; e um padrão descendente de recuperação. Roosevelt ficou permanentemente paralisado da cintura para baixo. Na época, foi diagnosticado com poliomielite, mas seus sintomas agora são considerados mais consistentes com a Síndrome de Guillain-Barré–uma neuropatia autoimune que os médicos de Roosevelt deixaram de considerar como uma possibilidade diagnóstica.

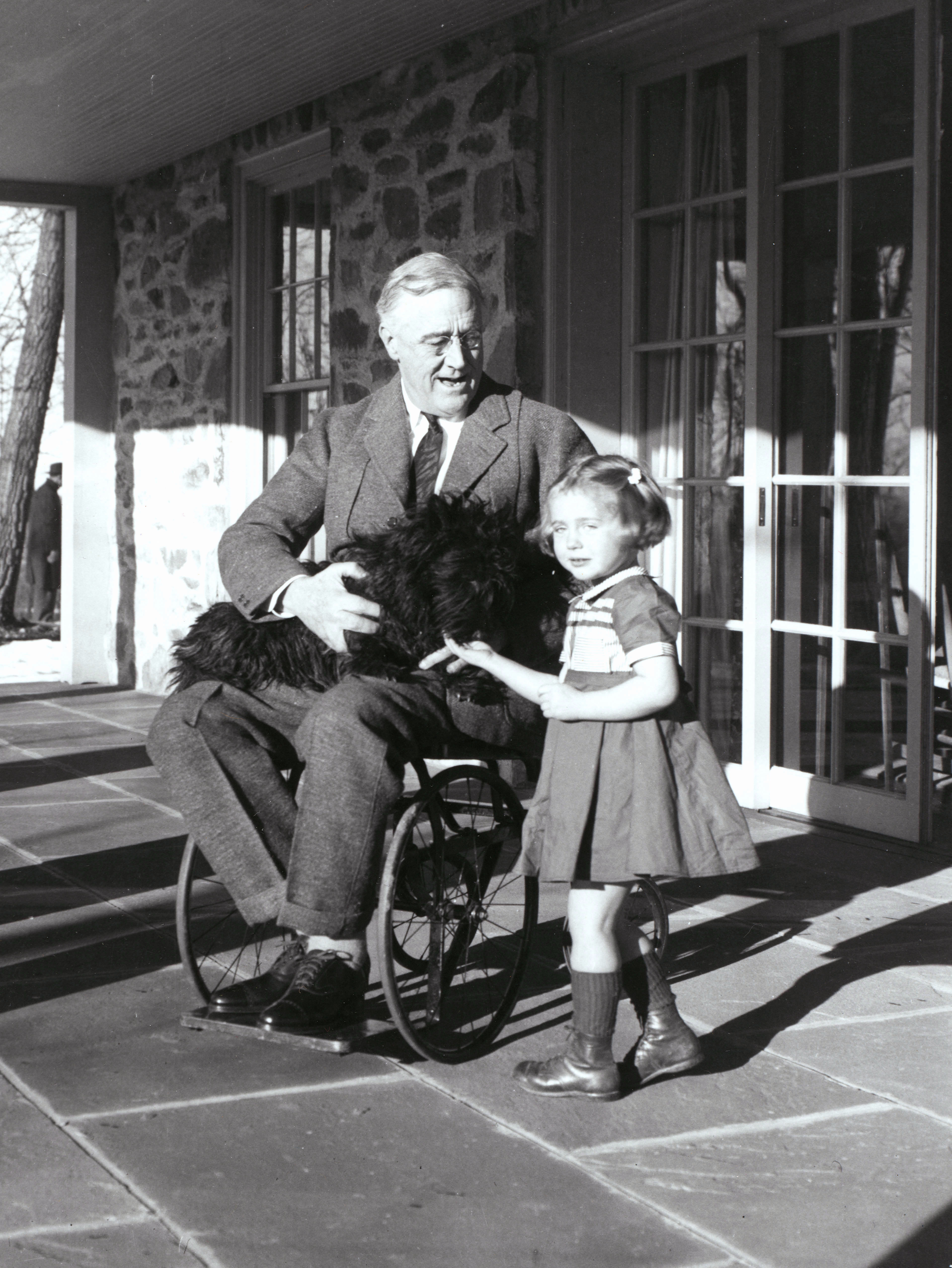
Rara fotografia de Roosevelt em uma cadeira de rodas, com seu cão Fala e Ruthie Bie, filha de zeladores em sua propriedade em Hyde Park. Foto tirada por sua prima Margaret Suckley, em fevereiro de 1941

Embora sua mãe preferisse que se aposentasse da vida pública, Roosevelt, sua esposa e o amigo e conselheiro íntimo Louis Howe estavam determinados a que continuasse. Roosevelt convenceu muitas pessoas de que estava melhorando, o que acreditava ser essencial antes de concorrer a um cargo público novamente. Ele arduamente aprendeu a andar distâncias curtas enquanto usava suspensórios de ferro nos quadris e pernas, girando o tronco e apoiando-se com uma bengala. Ele teve o cuidado de nunca ser visto usando sua cadeira de rodas em público, e tomou muitas precauções para evitar qualquer representação na imprensa que destacasse sua deficiência. Porém, tal deficiência era bem conhecida antes e durante sua presidência e se tornou uma parte importante de sua imagem. Em público, geralmente aparecia em pé, apoiado de um lado por um assessor ou por um de seus filhos.
A partir de 1925, Roosevelt passou a maior parte do tempo no sul dos Estados Unidos, inicialmente em sua casa-barco, o Larooco. Intrigado com os potenciais benefícios da hidroterapia, estabeleceu um centro de reabilitação em Warm Springs, na Geórgia, em 1926. Para criar o centro de reabilitação, reuniu uma equipe de fisioterapeutas e usou a maior parte de sua herança para comprar a Merriweather Inn. Em 1938, fundou a Fundação Nacional para Paralisia Infantil, levando ao desenvolvimento de vacinas contra a poliomielite.
Roosevelt manteve contatos com o Partido Democrata durante a década de 1920, e permaneceu ativo na política nova-iorquina enquanto estabeleceu contatos no sul, principalmente na Geórgia. Roosevelt emitiu uma carta aberta endossando a exitosa campanha de Al Smith na eleição para governador de Nova Iorque em 1922, que ajudou Smith e mostrou a relevância contínua de Roosevelt como figura política. Roosevelt e Smith tinham diferentes origens e nunca confiaram um no outro, mas Roosevelt apoiou as políticas progressistas de Smith, enquanto Smith estava feliz por ter o apoio do proeminente e respeitado Roosevelt. Nas convenções nacionais democratas de 1924 e 1928, foi um dos oradores; o discurso na convenção de 1924 marcou um retorno à vida pública após sua doença e convalescença. Os democratas estavam muito divididos entre uma ala urbana, liderada por Smith, e uma ala rural conservadora, liderada por William Gibbs McAdoo, e o partido sofreu uma derrota esmagadora na eleição presidencial de 1924. Como muitos outros no país, não se absteve do álcool durante a era da Proibição, mas publicamente procurou encontrar um compromisso aceitável pelas duas alas do partido sobre o assunto.
Em 1925, Smith nomeou Roosevelt para a Comissão do Parque Estadual de Taconic, e seus colegas comissários o escolheram como presidente. Nesta função, entrou em conflito com Robert Moses, um protegido de Smith, que foi a principal força por trás da Comissão do Parque Estadual de Long Island e do Conselho de Parques do Estado de Nova Iorque. Roosevelt acusou Moses de usar o reconhecimento de pessoas importantes, incluindo o dele, para obter apoio político para parques estaduais, mas depois desviar fundos para aqueles que favorecia em Long Island, enquanto Moses trabalhou para barrar a nomeação de Howe para um cargo assalariado como secretário da comissão. Roosevelt serviu na comissão até o final de 1928, e seu relacionamento contencioso com Moses continuou à medida que suas carreiras progrediam.

## Governador de Nova Iorque; 1929–1932

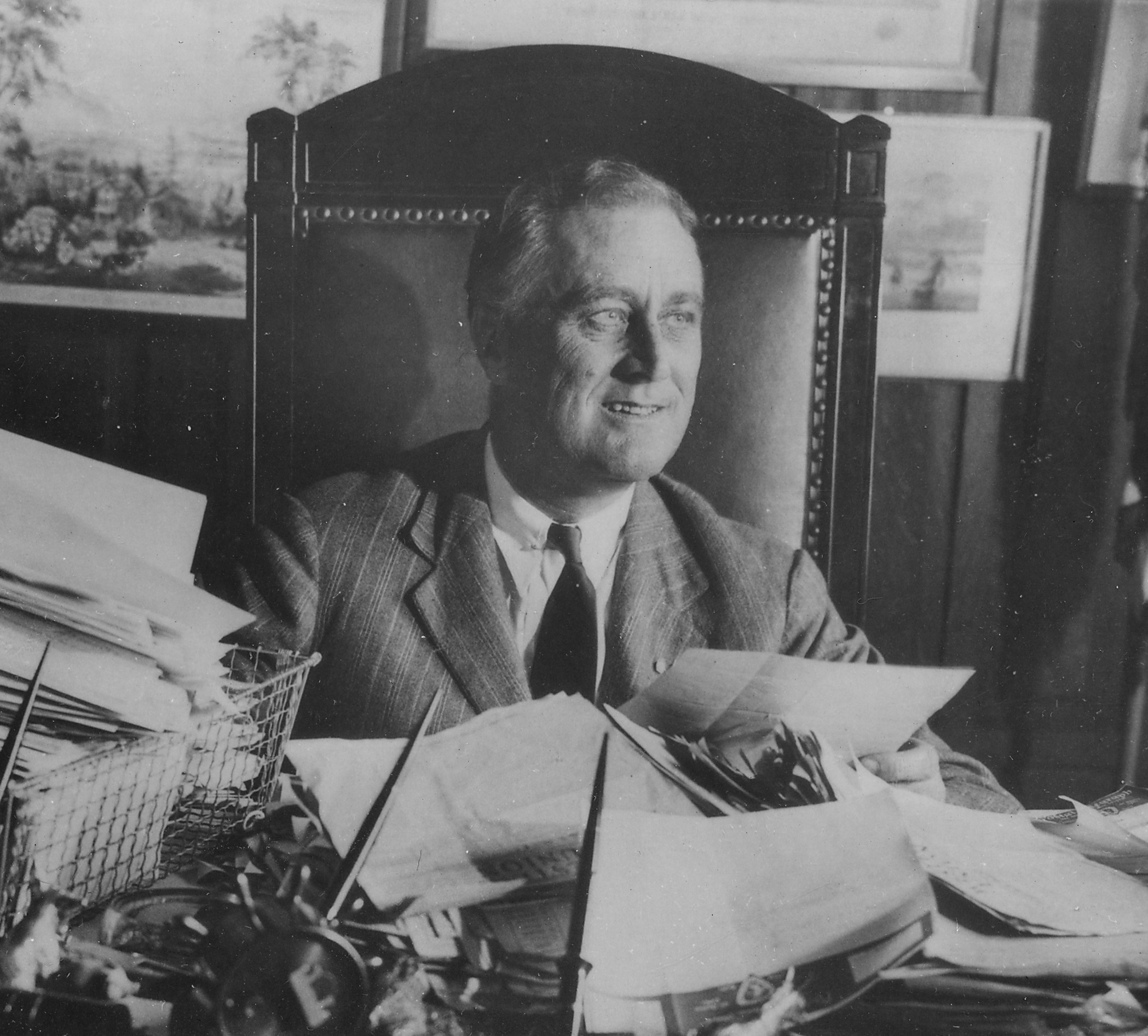
O governador Franklin Roosevelt em Albany, capital estadual, em 1930

Como o candidato indicado pelo Partido Democrata para a eleição presidencial de 1928, Smith pediu a Roosevelt para concorrer a governador. Roosevelt inicialmente resistiu às súplicas de Smith e de outros membros do partido, pois relutava em deixar Warm Springs e temia uma vitória esmagadora dos republicanos naquele ano. Entretanto, concordou em concorrer quando os líderes do partido o convenceram de que apenas ele poderia derrotar o candidato republicano a governador, Albert Ottinger, o procurador-geral do estado. Roosevelt ganhou a nomeação do partido por aclamação e mais uma vez recorreu a Louis Howe para liderar sua campanha. Também se juntaram à sua campanha Samuel Rosenman, Frances Perkins e James Farley, que se tornariam importantes aliados políticos. Enquanto Smith perdeu a presidência por grande diferença e foi derrotado em seu estado natal, Roosevelt foi eleito governador por 48,96–48,34%. Sua eleição como governador do estado mais populoso imediatamente fez dele um candidato para a próxima eleição presidencial.
Ao assumir o cargo em janeiro de 1929, Roosevelt propôs a construção de uma série de usinas hidrelétricas e procurou resolver a crise agrícola em curso na década de 1920. As relações entre Roosevelt e Smith sofreram depois que o governador optou por não manter em seu gabinete nomes importantes indicados por Smith, como Robert Moses. Roosevelt e Eleanor estabeleceram um acordo político que duraria pelo resto de sua carreira política; ela serviria obedientemente como esposa do governador, mas também estaria livre para seguir sua própria agenda e interesses. Roosevelt também começou a se dirigir diretamente a seus eleitores via rádio, frequentemente usando este meio para pressionar o Legislativo estadual a aprovar sua agenda. Em outubro de 1929, ocorreu a Quinta-Feira Negra, e o país começou a entrar na Grande Depressão. Enquanto o presidente Hoover e muitos governadores acreditavam que a crise econômica diminuiria, Roosevelt viu a seriedade da situação e estabeleceu uma comissão estadual do emprego. Também se tornou o primeiro governador a apoiar publicamente a ideia do seguro-desemprego.
Quando Roosevelt começou sua campanha para um segundo mandato em maio de 1930, reiterou sua doutrina de campanha expressada dois anos antes: "que o governo progressista, por seus próprios termos, deve ser algo vivo e crescente, que a batalha por ele é interminável e que, se desistirmos por um único momento ou um único ano, não apenas ficaremos parados, mas cairemos para trás na marcha da civilização". Sua campanha adotou uma plataforma que pedia ajuda aos agricultores, pleno emprego, seguro-desemprego e pensões para idosos. Seu oponente republicano não conseguiu superar as críticas do público ao Partido Republicano durante a crise econômica, e Roosevelt foi reeleito para um segundo mandato com uma diferença de 14%. Com o governo Hoover resistindo às propostas para lidar diretamente a resposta para a crise econômica, o governador Roosevelt propôs um pacote de ajuda econômica e criou uma agência emergencial e temporária para distribuir esses fundos. Liderada primeiro por Jesse I. Straus e depois por Harry Hopkins, a agência atendeu bem mais de um terço da população de Nova Iorque entre 1932 e 1938. Roosevelt também iniciou uma investigação sobre a corrupção na cidade de Nova Iorque entre o judiciário, a força policial e o crime organizado, levando à criação da Comissão Seabury e resultando na destituição de muitos funcionários públicos.

## Eleição presidencial de 1932

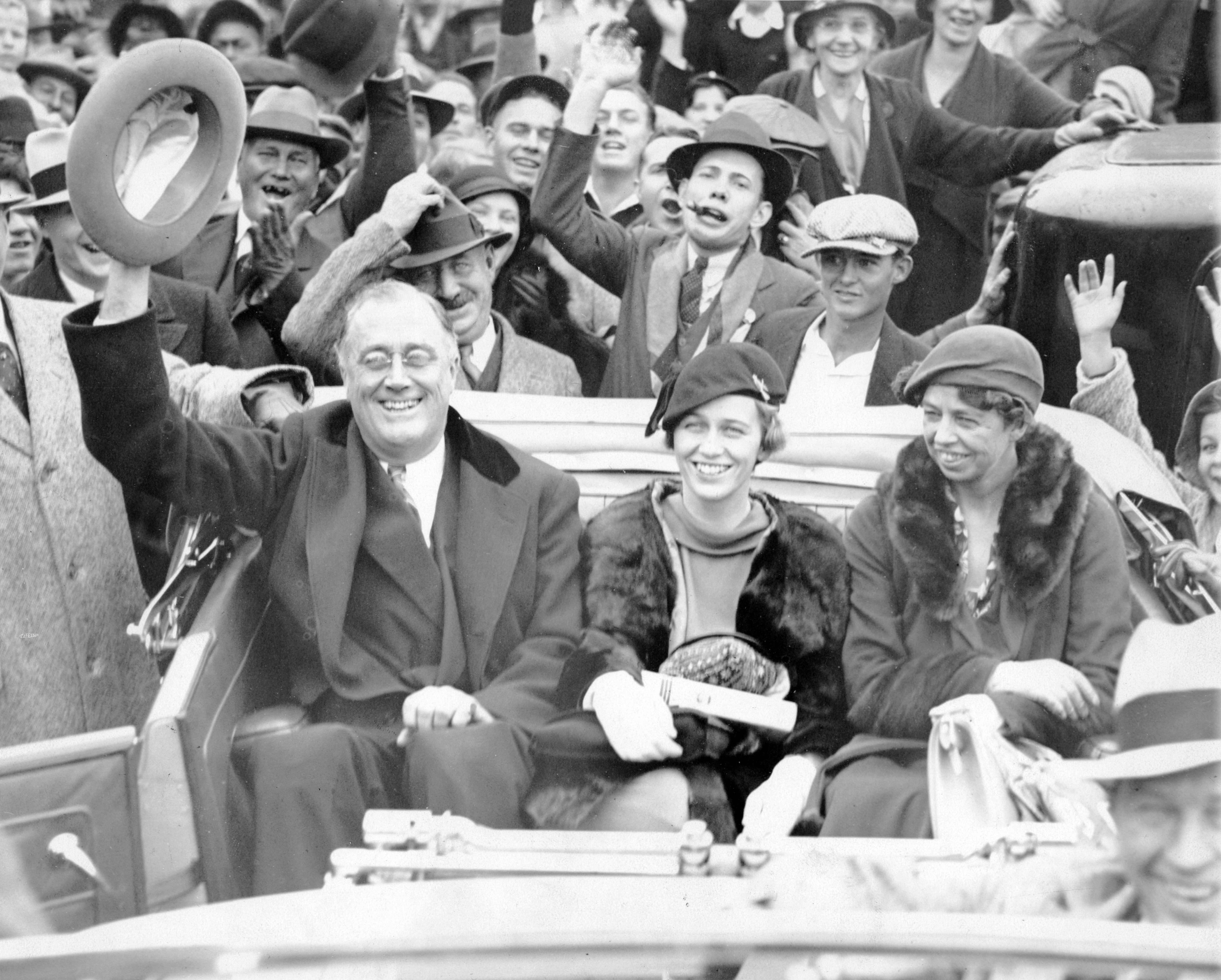
Roosevelt, ao lado da filha e da esposa, cercado por apoiadores, em outubro de 1932

À medida que a eleição presidencial de 1932 se aproximava, Roosevelt voltou cada vez mais sua atenção para a política nacional. O governador estabeleceu uma equipe de campanha liderada por Howe e Farley e outros assessores experts em suas áreas. Com a economia debilitada, muitos democratas esperavam que as eleições de 1932 resultassem na eleição do primeiro presidente democrata desde Woodrow Wilson. Sua reeleição como governador o firmou como o principal presidenciável do partido para 1932. Roosevelt reuniu partidários progressistas do governo Wilson ao mesmo tempo em que apelava a muitos conservadores, estabelecendo-se como o principal candidato no sul e no oeste. A principal oposição à sua candidatura veio de conservadores do nordeste, como Al Smith, o candidato presidencial democrata na última eleição. Smith esperava negar a Roosevelt o apoio requerido de dois terços para ganhar a indicação do partido na Convenção Nacional Democrata em Chicago e em seguida emergir como a escolha do partido nas demais votações. Roosevelt ingressou na convenção partidária com uma liderança na quantidade de delegados por conta de seu sucesso nas primárias do partido, mas a maioria dos delegados não possuía ligação com nenhum candidato em particular. Na primeira votação da convenção, Roosevelt recebeu mais da metade dos votos, mas menos de dois terços dos delegados, com Smith terminando em um distante segundo lugar. O presidente da Câmara, John Nance Garner, que controlava os votos do Texas e da Califórnia, apoiou Roosevelt após a terceira votação, levando-o a conquistar a indicação na quarta votação. Com pouca contribuição de Roosevelt, Garner ganhou a indicação para vice-presidente. Roosevelt saiu de Nova Iorque e foi até Chicago depois de saber que havia sido vitorioso, tornando-se o primeiro candidato presidencial de um partido principal a aceitar a indicação pessoalmente.

Mapa com os resultados do Colégio Eleitoral da eleição de 1932

Em seu discurso de aceitação, Roosevelt declarou: "Eu prometo a você, eu me comprometo a um novo acordo para o povo americano... Isso é mais do que uma campanha política. É um chamado às armas". O candidato prometeu a regulamentação dos valores mobiliários, redução de tarifas, ajuda agrícola, obras públicas financiadas pelo governo e outras ações do governo para combater a Grande Depressão. Refletindo a mudança da opinião pública, a plataforma democrata incluiu um apelo à revogação da proibição; o próprio Roosevelt não havia assumido uma posição pública sobre o assunto antes da convenção, mas prometeu defender a plataforma do partido. Após a convenção, ganhou apoio de vários republicanos progressistas, incluindo George W. Norris, Hiram Johnson e Robert La Follette Jr. Também se reconciliou com a ala conservadora do partido, e até Al Smith foi persuadido a apoiar a candidatura democrata. O desempenho de Hoover ao lidar com os manifestantes do Bonus Army prejudicou ainda mais sua popularidade, visto que os jornais de todo o país o criticaram por usar a força para dispersar manifestantes veteranos.
Roosevelt conquistou 57% dos votos populares e venceu em 42 estados, o que lhe rendeu 472 dos 531 votos no Colégio Eleitoral. Historiadores e cientistas políticos consideram que as eleições de 1932–1936 resultaram em realinhamento político. A vitória de Roosevelt foi possibilitada pela criação da coalizão do New Deal, composta por pequenos agricultores, brancos do sul, católicos, máquinas políticas de grandes cidades, sindicatos, afro-americanos (os do sul ainda eram privados de direitos), judeus, intelectuais e liberais. A criação da coalizão do New Deal transformou a política norte-americana e iniciou o que os cientistas políticos chamam de "New Deal Party System" ou o sistema do quinto partido. Entre a Guerra Civil e 1929, os democratas raramente controlavam as duas casas do Congresso e venceram apenas 4 das 17 eleições presidenciais; de 1932 a 1979, os democratas venceram 8 das 12 eleições presidenciais e geralmente controlavam as duas casas do Congresso.

## Presidência; 1933–1945

O presidente Herbert Hoover com seu sucessor Roosevelt no dia da posse, em 1933

A eleição de Roosevelt como presidente ocorreu em novembro de 1932, mas, assim como seus antecessores, não foi empossado no cargo até março do ano seguinte. Após a eleição, o presidente Hoover procurou convencer Roosevelt a renunciar a grande parte de sua plataforma de campanha e endossar as políticas de seu governo. Roosevelt recusou o pedido de Hoover para desenvolver um programa conjunto para interromper o declínio econômico, alegando que isso ataria suas mãos e que Hoover tinha todo o poder para agir, se necessário. A economia se deteriorou ainda mais até o sistema bancário iniciar um completo desligamento em todo o país quando o mandato de Hoover terminou. Roosevelt usou o período de transição para selecionar os membros de seu gabinete e escolheu Howe como chefe de gabinete, Farley como diretor-geral dos Correios e Frances Perkins como secretário do Trabalho. William H. Woodin, um industriário republicano próximo a Roosevelt, foi sua escolha para secretário do Tesouro, enquanto o senador Cordell Hull, do Tennessee, foi designado secretário de Estado. Harold L. Ickes e Henry A. Wallace, dois republicanos progressistas, foram escolhidos como secretário do Interior e secretário de Agricultura, respectivamente. Em fevereiro de 1933, Roosevelt escapou de uma tentativa de assassinato perpetrada por Giuseppe Zangara, que expressou um "ódio por todos os governantes". Tentando atirar contra o presidente eleito, Zangara feriu mortalmente o prefeito de Chicago Anton Cermak, que estava sentado ao lado de Roosevelt.

### Primeiro e segundo mandatos; 1933–1941
Quando Roosevelt foi empossado em 4 de março de 1933, os Estados Unidos estavam no auge da pior depressão de sua história. Um quarto da força de trabalho estava desempregada. Os agricultores estavam em apuros, já que os preços haviam caído 60%. A produção industrial caiu mais da metade desde 1929. Dois milhões de pessoas estavam desabrigadas. Na noite de 4 de março, 32 dos 48 estados–assim como o Distrito de Columbia–haviam fechado seus bancos. Neste contexto, Roosevelt implementou um programa que os historiadores classificaram como "alívio, recuperação e reforma". O alívio era urgentemente necessário para dezenas de milhões de desempregados. A recuperação significava impulsionar a economia de volta ao normal. Já a reforma significou correções de longo prazo do que estava errado, especialmente nos sistemas financeiro e bancário. Através da série de conversas de Roosevelt transmitidas pela rádio, o presidente apresentou suas propostas diretamente ao povo norte-americano. Energizado por sua vitória pessoal sobre sua doença paralítica, confiou em seu persistente otimismo e militância para renovar o espírito nacional.

#### Primeiro New Deal; 1933–1934
Em seu segundo dia na presidência, Roosevelt declarou um "feriado bancário" nacional de quatro dias e convocou uma sessão especial do Congresso para iniciar em 9 de março, data na qual o Congresso aprovou a Lei de Emergência Bancária. A lei, baseada em um plano desenvolvido pelo governo Hoover e pelos banqueiros de Wall Street, deu ao presidente o poder de determinar a abertura e o fechamento de bancos e autorizou os bancos da Reserva Federal a emitir papel-moeda. Os "primeiros 100 dias" que se seguiram do 73.º Congresso dos Estados Unidos presenciaram uma quantidade sem precedentes de leis e estabeleceu uma referência com a qual futuros presidentes seriam comparados. Quando os bancos reabriram na segunda-feira, 15 de março, os preços das ações subiram 15% e os depósitos bancários excederam os saques, encerrando assim o pânico bancário. Em 22 de março, sancionou a Lei Cullen–Harrison, que efetivamente acabou com a Lei Seca (Proibição) a nível federal.

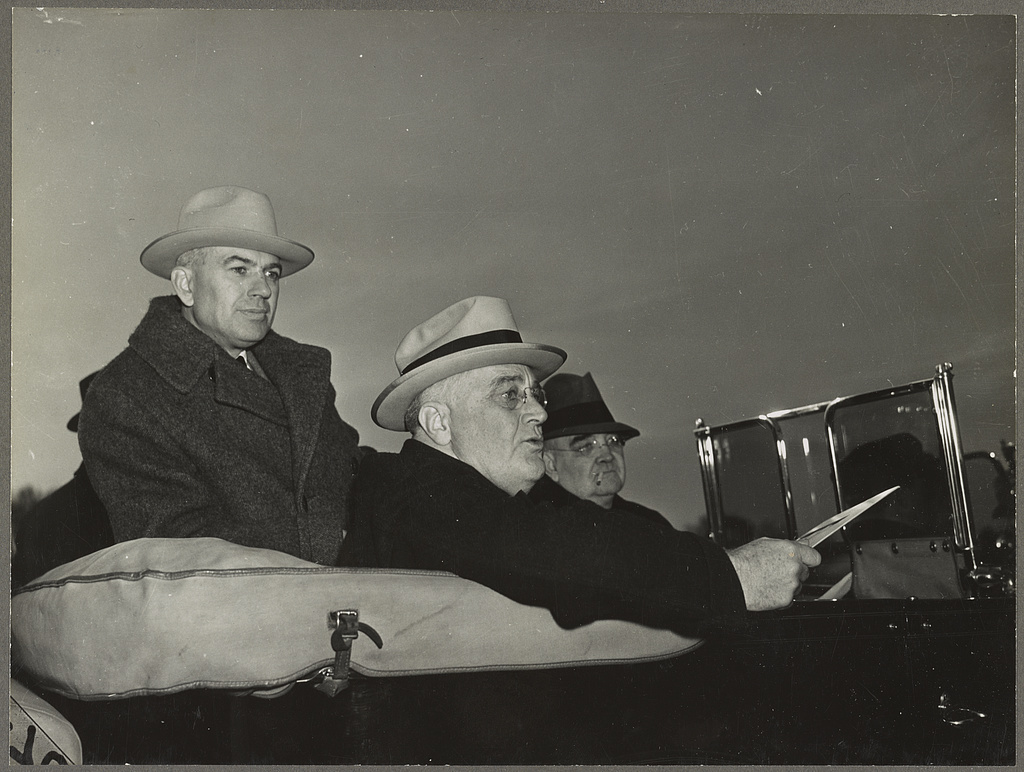
Roosevelt inspecionando a construção de uma comunidade planejada

Roosevelt presidiu a criação de várias agências e medidas destinadas a fornecer alívio para os desempregados e outros necessitados. A Agência Federal de Administração de Emergências (FERA), sob a liderança de Harry Hopkins, foi projetada para distribuir ajuda aos governos estaduais. A Administração de Obras Públicas (PWA), sob a liderança do secretário do Interior Harold Ickes, foi criada para supervisionar a construção de obras públicas em larga escala, como barragens, pontes e escolas. A mais popular de todas as agências do New Deal–e a favorita do presidente–foi o Corpo de Conservação Civil (CCC), que contratou 250 mil jovens desempregados para trabalhar em projetos rurais locais. Roosevelt expandiu ainda uma agência do governo Hoover, a Corporação de Reconstrução Financeira, tornando-a uma importante fonte de financiamento para ferrovias e indústria. O Congresso concedeu à Comissão Federal do Comércio novos amplos poderes regulatórios e concedeu alívio hipotecário a milhões de agricultores e proprietários. Também fez do alívio aos agricultores uma grande prioridade e criou a Administração Para o Ajuste Agrícola (AAA). A AAA tentou forçar preços mais altos para as mercadorias pagando aos agricultores para deixar a terra sem cultivo e diminuir os rebanhos.
A reforma da economia foi o objetivo da Lei de Recuperação da Indústria Nacional (NIRA) de 1933. A lei buscou acabar com a competição cruel, forçando as indústrias a estabelecer regras de operação para todas as empresas de indústrias específicas, como preços mínimos, acordos de não-competição e restrições de produção. Os líderes da indústria negociaram as regras que foram aprovadas pelos agentes da NIRA. A indústria precisava aumentar os salários como condição para aprovação. As disposições incentivaram os sindicatos e suspenderam as leis antitruste. A NIRA foi considerada inconstitucional por decisão unânime da Suprema Corte em maio de 1935; Roosevelt protestou veementemente contra a decisão. O presidente reformou a estrutura regulatória financeira do país com a Lei Glass-Steagall, criando a Corporação Federal de Seguro de Depósito (FDIC) para subscrever depósitos de poupança. A lei também procurou conter a especulação, limitando as afiliações entre bancos comerciais e empresas de valores mobiliários. Em 1934, a Comissão de Títulos e Câmbio foi criada para regular a negociação de valores mobiliários, enquanto a Comissão Federal de Comunicações foi criada para regular as telecomunicações.
A recuperação foi realizada por meio de gastos federais. A NIRA incluiu 3,3 bilhões de dólares (equivalente a 65,18 bilhões em 2019) em gastos através da Administração de Obras Públicas. Roosevelt trabalhou com o senador Norris para criar a maior empresa industrial de propriedade do governo na história do país—a Tennessee Valley Authority—que construiu represas e usinas de energia, inundações controladas e modernizou a agricultura no Tennessee Valley, atingido pela pobreza. A Ordem Executiva 6 102 declarou que todo o ouro de capital privado de cidadãos norte-americanos deveria ser vendido ao Tesouro. O preço aumentou de 20 para 35 dólares por onça. O objetivo era combater a deflação que estava paralisando a economia.
Roosevelt tentou manter sua promessa de campanha de diminuir o orçamento federal—incluindo uma redução nos gastos militares de 752 milhões em 1932 para 531 milhões em 1934 e um corte de 40% nos gastos com benefícios para veteranos—removendo 500 mil veteranos e viúvas do rol de pensionistas e reduzindo os benefícios para o restante, além de cortar os salários dos funcionários do governo federal e reduzir os gastos em pesquisa e educação. Porém, os veteranos estavam bem-organizados e protestaram fortemente, e a maioria dos benefícios foi restaurada ou aumentada em 1934. Grupos de veteranos, como a Legião Americana e os Veteranos de Guerras Estrangeiras, foram exitosos em suas reivindicações de transformar seus benefícios devidos em 1945 em pagamento imediato quando o Congresso derrubou o veto do presidente e sancionou a Lei do Bônus de janeiro de 1936. Como resultado, foram injetados cerca de 2% do PIB na economia de consumo, servindo como um grande estímulo.

#### Segundo New Deal; 1935–1936
Roosevelt esperava que seu partido perdesse várias disputas nas eleições para o Congresso de 1934, uma vez que havia uma tendência do partido do presidente obter maus resultados nas eleições de meio de mandato. No entanto, os democratas não só mantiveram a maioria em ambas as casas do Congresso como a aumentaram. Fortalecido pelo aparente voto de confiança do eleitorado em seu governo, o primeiro item da agenda governista no 74.º Congresso foi a criação de um programa de seguro social. A Lei de Seguridade Social estabeleceu a Seguridade Social e prometeu segurança econômica para idosos, pobres e doentes. Roosevelt insistiu que isso deveria ser financiado pelos impostos sobre os salários e não pelo orçamento geral, declarando: "Colocamos essas contribuições na folha de pagamento para garantir aos contribuintes o direito legal, moral e político de cobrar suas pensões e benefícios pelo desemprego. Com esses impostos lá, nenhum maldito político pode acabar com meu programa de previdência social". Comparado com os sistemas de seguridade social dos países da Europa Ocidental, a Lei de Seguridade Social de 1935 era bastante conservadora. Mas, pela primeira vez, o governo federal assumiu a responsabilidade pela segurança econômica dos idosos, dos temporariamente desempregados, dos filhos dependentes e dos deficientes. Contra a intenção original de Roosevelt de cobertura universal, a lei foi aplicada apenas a aproximadamente 60% da força de trabalho, à medida que agricultores, trabalhadores domésticos e outros grupos foram excluídos.

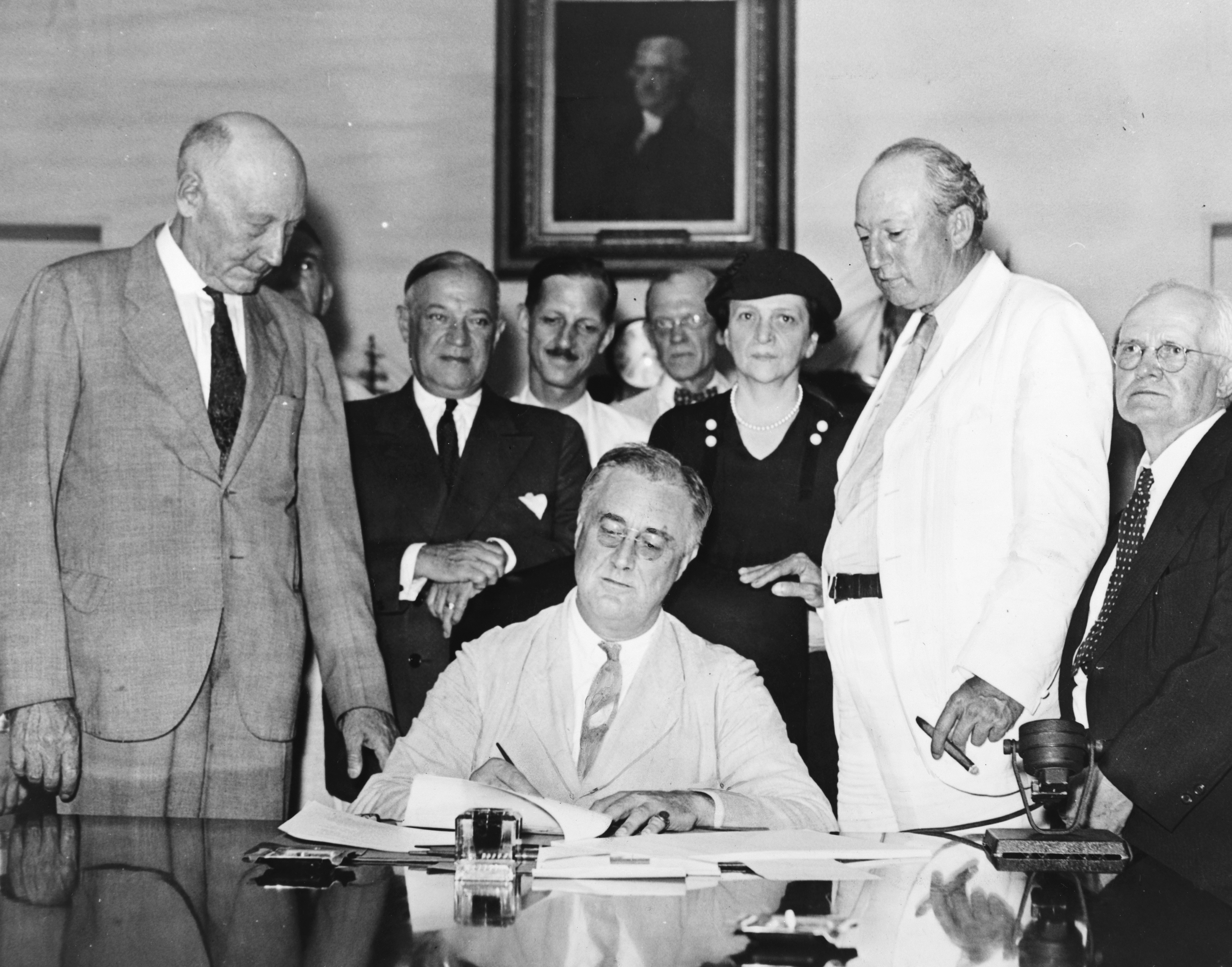
Roosevelt sancionando a Lei de Seguridade Social, em 1935

Roosevelt reuniu as várias organizações assistenciais, embora algumas, como a PWA, continuaram existindo. Depois de obter a autorização do Congresso para financiamento adicional dos esforços assistenciais, Roosevelt estabeleceu a Administração do Progresso de Obras (WPA). Sob a liderança de Harry Hopkins, a WPA empregou mais de três milhões de pessoas em seu primeiro ano de existência. A entidade realizou vários projetos de construção e forneceu financiamento para a Administração Nacional da Juventude e organizações artísticas.
O senador Robert Wagner elaborou a Lei Nacional de Relações Trabalhistas, que garantia aos trabalhadores o direito à negociação coletiva através de sindicatos de sua própria escolha. A iniciativa também estabeleceu o Conselho Nacional de Relações Trabalhistas (NLRB) para facilitar acordos salariais e suprimir os repetidos distúrbios trabalhistas. A lei proposta por Wagner não obrigou os empregadores a chegarem a um acordo com seus funcionários, mas abriu possibilidades para os trabalhadores do país. O resultado foi um tremendo crescimento da participação nos sindicatos, especialmente no setor de produção em massa. Quando a greve em Flint ameaçou a produção da General Motors, Roosevelt rompeu com o precedente estabelecido por muitos ex-presidentes e se recusou a intervir; a greve acabou levando à sindicalização da General Motors e de seus rivais na indústria automobilística.
Enquanto o Primeiro New Deal de 1933 teve amplo apoio da maioria dos setores, o Segundo New Deal provocou a comunidade empresarial. Os democratas conservadores, liderados por Al Smith, revidaram com a American Liberty League, atacando violentamente Roosevelt e equiparando-o a Karl Marx e Vladimir Lenin. Porém, Smith adotou uma estratégia exagerada, com uma retórica barulhenta que permitiu ao presidente isolar seus oponentes e identificá-los com os ricos que possuíam interesses pessoais e que se opunham ao New Deal, fortalecendo sua candidatura à reeleição em 1936. Por outro lado, os sindicatos, energizados pela Lei proposta pelo senador Wagner, alistaram milhões de novos membros e se tornaram um dos principais apoiadores das reeleições de Roosevelt em 1936, 1940 e 1944.
O biógrafo James M. Burns sugeriu que as decisões políticas de Roosevelt foram guiadas mais pelo pragmatismo do que pela ideologia e que o presidente "era como o general de um exército de guerrilha cujas colunas, lutando cegamente nas montanhas por densos desfiladeiros e arvoredos, convergem repentinamente, metade por planejamento e a outra por coincidência, e desembocam na planície abaixo". Roosevelt argumentou que tal metodologia aparentemente casual era necessária: "O país precisa e, a menos que eu confunda seu humor, o país exige experimentação ousada e persistente" [...] "É senso comum usar um método e experimentá-lo; se falhar, admita-o francamente e tente outro. Mas, acima de tudo, tente algo".

#### Reeleição esmagadora em 1936

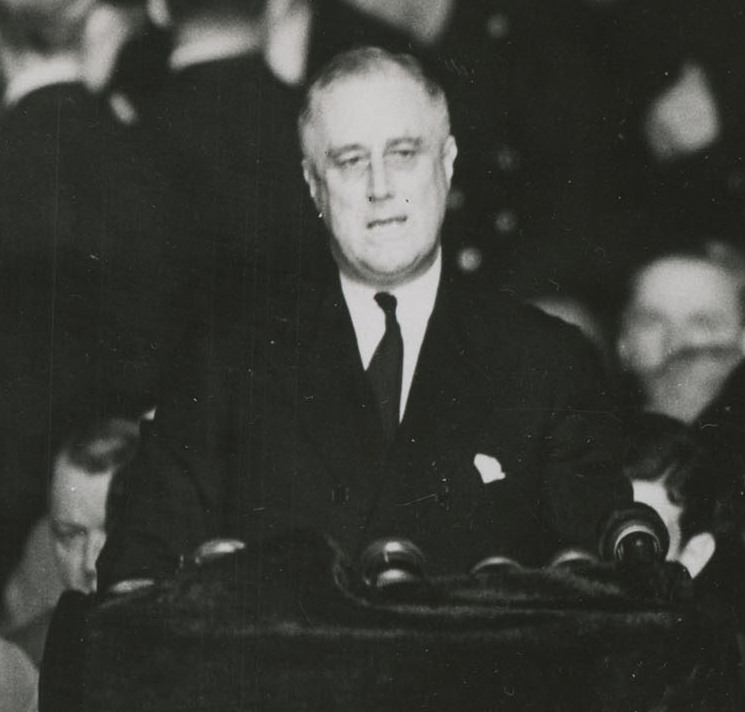
Roosevelt discursando na Convenção Nacional Democrata, em junho de 1936

Embora oito milhões de trabalhadores continuassem desempregados em 1936, as condições econômicas haviam melhorado desde 1932 e Roosevelt era amplamente popular. Uma tentativa de Huey Long, senador pela Louisiana, e outras pessoas de organizar uma alternativa à esquerda ao Partido Democrata fracassou após a morte de Long em 1935. Roosevelt foi novamente nomeado pela Convenção Nacional Democrata de 1936 como candidato a presidente pelo partido, com pouca oposição, enquanto seus aliados superaram a resistência sulista e aboliram permanentemente a antiga regra que exigia que, para ser escolhido como candidato a presidente, deveria ganhar ao menos dois terços dos delegados em vez de uma maioria simples.
Os republicanos escolheram como presidenciável o governador do Kansas, Alf Landon, um candidato respeitado, mas sem graça, cujas chances foram prejudicadas pelo ressurgimento público do ainda impopular Herbert Hoover. Enquanto Roosevelt fazia campanha elogiando seus programas do New Deal e continuava atacando Hoover, Landon procurou ganhar eleitores que aprovassem os objetivos do New Deal, mas discordavam de sua implementação.

Mapa com os resultados do Colégio Eleitoral da eleição de 1936

Na eleição geral contra Landon e demais candidatos, Roosevelt conquistou 60,8% dos votos e venceu em todos os estados, exceto Maine e Vermont. A chapa democrata ganhou a maior proporção do voto popular até então registrada. Os democratas também expandiram suas maiorias no Congresso, conquistando o controle de mais de três quartos dos assentos em cada casa. A eleição também viu a consolidação da coalizão do New Deal; enquanto os democratas perderam alguns de seus aliados tradicionais de grandes empresas, eles foram substituídos por grupos como trabalhadores organizados e afro-americanos, os quais votaram nos democratas pela primeira vez desde a Guerra Civil. Roosevelt perdeu votos entre eleitores com alta renda, especialmente empresários e profissionais, mas obteve grandes ganhos entre os pobres e as minorias. O presidente ganhou 86% dos votos dos judeus, 81% dos católicos, 80% dos integrantes de sindicatos, 76% dos sulistas, 76% dos negros nas cidades do norte e 75% das pessoas que recebiam assistência do governo. Roosevelt venceu em 102 das 106 cidades do país com uma população de 100 mil habitantes ou mais.

#### Disputa na Suprema Corte e legislações no segundo mandato
A Suprema Corte se tornou o principal foco doméstico de Roosevelt durante seu segundo mandato depois que a corte revogou muitos de seus programas, incluindo a NIRA. Os membros mais conservadores do tribunal sustentaram os princípios da era Lochner, que presenciou a derrubada de numerosas regulamentações econômicas com base na liberdade contratual. Roosevelt propôs a Lei de Reforma dos Procedimentos Judiciais de 1937, que lhe permitiria nomear um juiz associado adicional para cada titular com mais de 70 anos; em 1937, havia seis juízes da Suprema Corte com mais de 70 anos. O número de juízes associados havia sido estabelecido em nove desde a aprovação da Lei do Judiciário de 1869, e o Congresso alterou o número de integrantes da alta corte outras seis vezes ao longo da história do país. O plano do presidente de "emparelhar a corte" enfrentou intensa oposição política de seu próprio partido, liderada pelo vice-presidente Garner, uma vez que a ideia afetava a separação de poderes. Uma coalizão bipartidária de liberais e conservadores de ambos os partidos se opôs ao projeto de lei, e o chefe de Justiça, Charles Evans Hughes, quebrou o precedente ao defender publicamente sua rejeição. Qualquer chance que existia para a aprovação do projeto acabou com a morte do líder da maioria no Senado, Joseph Taylor Robinson, em julho de 1937.

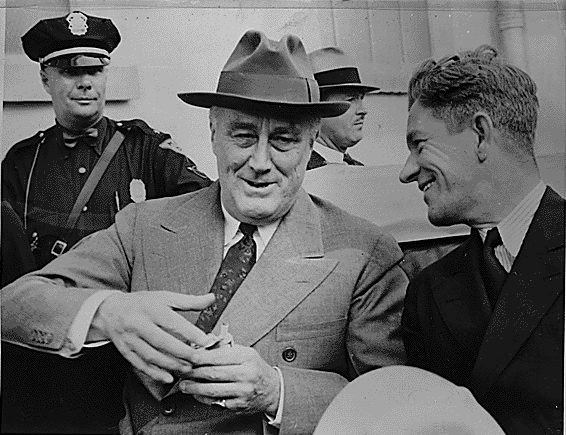
Roosevelt em 1937

Iniciando em 1937 com sua decisão no caso West Coast Hotel Co. v. Parrish, a Suprema Corte começou a ter uma visão mais favorável em relação às regulamentações econômicas. Nesse mesmo ano, Roosevelt nomeou pela primeira vez um juiz associado e, em 1941, sete dos nove membros da alta corte haviam sido designados pelo presidente; mais tarde, nomeou também o chefe de Justiça. Depois do caso Parrish, a corte mudou seu foco da revisão judicial das regulamentações econômicas para a proteção das liberdades civis. Quatro dos indicados à Suprema Corte por Roosevelt, Felix Frankfurter, Robert H. Jackson, Hugo Black e William O. Douglas, foram particularmente influentes na reformulação da jurisprudência da corte.
Com a influência de Roosevelt em declínio após o fracasso do projeto de Lei de Reforma dos Procedimentos Judiciais de 1937, democratas conservadores se uniram aos republicanos para bloquear a implementação de outros programas do New Deal. Roosevelt entretanto conseguiu aprovar algumas leis, incluindo a Lei da Habitação de 1937, uma segunda Lei de Ajuste Agrícola, e a Lei de Normas Justas de Trabalho (FLSA) de 1938, que foi a última grande parte da agenda legislativa do New Deal. A FLSA proibiu o trabalho infantil, estabeleceu um salário-mínimo federal e exigiu pagamento de horas extras para determinados funcionários que trabalhavam mais de quarenta horas por semana. Também conseguiu a aprovação da Lei de Reorganização de 1939 e, posteriormente, criou o Gabinete Executivo do Presidente, tornando-o "o centro nervoso do sistema administrativo federal". Quando a economia começou a se deteriorar novamente no final de 1937, pediu ao Congresso 5 bilhões (equivalentes a 88,92 bilhões em 2019) em auxílio e financiamento de obras públicas. O montante foi capaz de criar até 3,3 milhões de empregos através da WPA em 1938. Os projetos realizados no âmbito desta iniciativa variaram de novos tribunais federais e correios a instalações e infraestrutura de parques nacionais, pontes e outras infraestruturas em todo o país, além de levantamentos arquitetônicos e escavações arqueológicas. Contudo, Roosevelt recomendou para uma sessão especial no Congresso apenas uma lei agrícola nacional permanente, a reorganização administrativa e medidas de planejamento regional, todas as quais eram provenientes de sessões regulares. De acordo com Burns, essa tentativa ilustrou a incapacidade de Roosevelt de decidir sobre um programa econômico básico.
Determinado a superar a oposição dos democratas conservadores no Congresso, Roosevelt se envolveu nas primárias democratas de 1938, fazendo campanha ativa por concorrentes que eram mais favoráveis à reforma do New Deal. O presidente alcançou um terrível fracasso, conseguindo derrotar apenas um dos representantes incumbentes, um democrata conservador da cidade de Nova Iorque. Nas eleições de novembro de 1938, os democratas perderam seis cadeiras no Senado e 71 na Câmara, com as perdas concentradas entre os democratas pró-New Deal. Quando o Congresso se reuniu em 1939, os republicanos, sob a liderança do senador Robert Taft, formaram uma coalizão conservadora com os democratas do sul, praticamente acabando com a capacidade de Roosevelt de aprovar suas propostas internas. Apesar de sua oposição às políticas internas do presidente, muitos desses congressistas conservadores forneceriam apoio crucial à política externa de Roosevelt antes e durante a Segunda Guerra Mundial.

#### Conservação e meio ambiente
Roosevelt teve um interesse ao longo de sua vida no meio ambiente e conservação, o qual teve início quando, em sua juventude, interessava-se pela silvicultura cultivada na propriedade da família. Na presidência, foi ativo na expansão, financiamento e promoção dos sistemas do Parque Nacional e da Floresta Nacional. Em seu governo, a popularidade de tais instituições aumentou, passando de três milhões de visitantes por ano no início da década para 15,5 milhões em 1939. O Corpo de Conservação Civil alistou 3,4 milhões de jovens e construiu 21 mil quilômetros de trilhas, plantou dois bilhões de árvores e melhorou 250 mil quilômetros de estradas de terra. Cada estado tinha seus próprios parques estaduais, e Roosevelt garantiu que os projetos da WPA e do CCC fossem criados para atualizá-los, bem como os sistemas nacionais.

#### PNB e desemprego
| Índices de desemprego (%) |           |       |
| Ano                       | Lebergott | Darby |
| 1929                      | 3,2       | 3,2   |
| 1932                      | 23,6      | 22,9  |
| 1933                      | 24,9      | 20,6  |
| 1934                      | 21,7      | 16,0  |
| 1935                      | 20,1      | 14,2  |
| 1936                      | 16,9      | 9,9   |
| 1937                      | 14,3      | 9,1   |
| 1938                      | 19,0      | 12,5  |
| 1939                      | 17,2      | 11,3  |
| 1940                      | 14,6      | 9,5   |

Os gastos governamentais aumentaram de 8,0% do produto nacional bruto (PNB) durante o governo Hoover em 1932 para 10,2% em 1936. A dívida nacional, como porcentagem do PNB, mais do que dobrou na presidência Hoover, de 16% para 40% do PNB no início de 1933. O índice manteve-se estável em quase 40% no final de 1941, depois cresceu rapidamente durante a guerra. O PNB foi 34% maior em 1936 do que em 1932 e 58% maior em 1940, na véspera da guerra. Ou seja, a economia cresceu 58% de 1932 a 1940, um tempo de paz, e depois cresceu 56% de 1940 a 1945, em cinco anos de guerra. O desemprego caiu drasticamente durante o primeiro mandato de Roosevelt. O índice aumentou em 1938 ("uma depressão dentro de uma depressão"), mas caiu continuamente após 1938. A criação total de empregos durante seu governo foi de 18,31 milhões, com um aumento anual médio de 5,3%.

#### Política externa; 1933–1941
A principal iniciativa de política externa do primeiro mandato de Roosevelt foi a Política de boa vizinhança, uma reavaliação da política norte-americana em relação à América Latina. Os Estados Unidos intervieram com frequência na região após a adoção da Doutrina Monroe em 1823, e o país ocupou várias nações latino-americanas nas Guerras das Bananas que ocorreram após a Guerra Hispano-Americana de 1898. Após ser empossado presidente, Roosevelt retirou as forças no Haiti e acordou novos tratados com Cuba e Panamá, encerrando o status dos dois países como protetorados dos EUA. Em dezembro de 1933, assinou a Convenção de Montevidéu sobre os Direitos e Deveres dos Estados, renunciando ao direito de intervir unilateralmente nos assuntos dos países da América Latina. Também normalizou as relações com a União Soviética, que os EUA se recusavam a reconhecer desde a década de 1920. Roosevelt esperava renegociar a dívida russa da Primeira Guerra Mundial e abrir relações comerciais, mas nenhum progresso foi feito em nenhuma das questões e "ambas as nações logo ficaram desiludidas com o acordo".

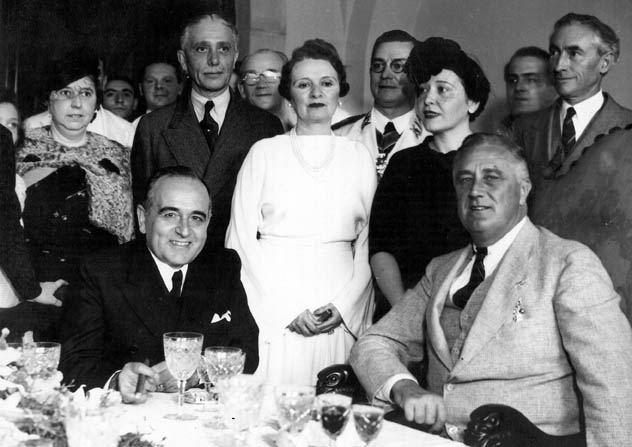
Roosevelt e o presidente brasileiro Getúlio Vargas no Rio de Janeiro, em 1936

A rejeição do Tratado de Versalhes em 1919–1920 marcou o domínio do isolacionismo na política externa norte-americana. Apesar de seu histórico Wilsoniano, o presidente e o secretário de Estado Hull agiram com muito cuidado para não provocar sentimentos isolacionistas. O movimento isolacionista foi reforçado no início e meados da década de 1930 pelo senador Gerald Nye e outros que tiveram sucesso em seus esforços para impedir que os "mercadores da morte" nos Estados Unidos vendessem armas no exterior. Este esforço foi reforçado pela promulgação das Leis de Neutralidade; o presidente chegou a pedir a adoção de um dispositivo que lhe permitiria vender armas às vítimas de agressão, mas o Congresso rejeitou a ideia. Focado na política doméstica, Roosevelt concordou amplamente com as políticas não intervencionistas do Congresso no início da década de 1930. Nesse ínterim, a Itália fascista de Benito Mussolini superou e anexou a Etiópia, e os italianos se juntaram à Alemanha nazista, governada por Adolf Hitler, no apoio ao general Francisco Franco e à causa nacionalista na Guerra Civil Espanhola. Quando esse conflito chegou ao fim no início de 1939, lamentou não ter ajudado os republicanos espanhóis. Quando o Japão invadiu a China em 1937, o isolacionismo limitou sua capacidade de ajudar os chineses, apesar de atrocidades como o Massacre de Nanquim e o incidente do USS Panay.

Roosevelt ao lado do rei Jorge VI do Reino Unido, em 1939

A Alemanha anexou a Áustria em 1938 e logo voltou sua atenção para os vizinhos do leste. Roosevelt deixou claro que, no caso de agressão alemã contra a Checoslováquia, os EUA permaneceriam neutros. Após a conclusão do Acordo de Munique e a execução da Noite dos Cristais, a opinião pública norte-americana se voltou contra a Alemanha, e o presidente começou a se preparar para uma possível guerra com o país. Baseando-se em uma coalizão política intervencionista de democratas do sul e republicanos preocupados com os negócios, Roosevelt supervisionou a expansão do poder aéreo de seu país e da capacidade de produção de guerra.
Quando a Segunda Guerra Mundial começou em setembro de 1939, com a invasão alemã da Polônia e da Grã-Bretanha e a subsequente declaração de guerra da França contra a Alemanha, Roosevelt procurou maneiras de ajudar militarmente os britânicos e franceses. Líderes isolacionistas como Charles Lindbergh e o senador William Borah mobilizaram de forma exitosa a oposição à proposta do presidente de revogar as Leis de Neutralidade, mas Roosevelt obteve dos congressistas a aprovação para vender armas. Também passou a corresponder-se regularmente, de forma secreta, com o Primeiro Lorde do Almirantado, Winston Churchill, em setembro de 1939—a primeira das 1 700 cartas e telegramas entre eles. Roosevelt estabeleceu um relacionamento pessoal próximo com Churchill, que se tornou primeiro-ministro do Reino Unido em maio de 1940.

Países visitados por Roosevelt durante seu governo

A Queda da França em junho de 1940 chocou a população norte-americana, e o sentimento isolacionista diminuiu. Em julho de 1940, Roosevelt nomeou dois líderes republicanos intervencionistas, Henry L. Stimson e Frank Knox, como secretários da Guerra e da Marinha, respectivamente. Ambos os partidos apoiaram seus planos para um rápido fortalecimento das forças armadas norte-americanas, mas os isolacionistas advertiram que Roosevelt colocaria o país em uma guerra desnecessária com a Alemanha. Em julho de 1940, um grupo de congressistas apresentou um projeto de lei que autorizaria a primeira conscrição em tempos de paz no país e, com o apoio do governo, a Lei de Treinamento e Serviço Seletivo de 1940 foi aprovada em setembro. O tamanho do exército aumentou de 189 mil homens no final de 1939 para 1,4 milhões em meados de 1941. Em setembro de 1940, desafiou abertamente as Leis de Neutralidade ao chegar ao Acordo de Contratorpedeiros por Bases que, em troca de direitos de uso pelos norte-americanos de bases militares nas Ilhas Britânicas do Caribe, deu 50 contratorpedeiros da Primeira Guerra Mundial à Grã-Bretanha.

### Eleição de 1940: quebrando a tradição
Nos meses anteriores à Convenção Nacional Democrata de julho de 1940, havia muita especulação sobre se Roosevelt concorreria a um sem precedentes terceiro mandato. A tradição de dois mandatos, embora ainda não consagrada na Constituição, havia sido estabelecida por George Washington quando ele se recusou a concorrer a um terceiro mandato na eleição presidencial de 1796. Roosevelt se recusou a dar uma declaração definitiva sobre sua vontade de ser candidato novamente, e até indicou a alguns democratas ambiciosos, como James Farley, que não concorreria a um terceiro mandato e que eles poderiam buscar a indicação presidencial do partido. No entanto, como a Alemanha varreu a Europa Ocidental e ameaçou a Grã-Bretanha em meados de 1940, Roosevelt decidiu que só ele tinha a experiência e as habilidades necessárias para manter a nação segura da ameaça nazista. O presidente foi auxiliado pelas lideranças políticas do partido, que temiam que nenhum democrata, exceto Roosevelt, pudesse derrotar Wendell Willkie, o popular candidato republicano.

Mapa com os resultados do Colégio Eleitoral da eleição de 1940

Na Convenção Nacional em Chicago, Roosevelt facilmente superou as candidaturas de Farley e do vice-presidente Garner, que se voltaram contra o presidente durante seu segundo mandato por conta de suas políticas econômicas e sociais liberais. Para substituir Garner na chapa, recorreu ao secretário de Agricultura Henry A. Wallace, de Iowa, um ex-republicano que apoiou fortemente o New Deal e era popular nos estados agrícolas. A escolha foi veementemente contestada por muitos conservadores do partido, que consideravam Wallace muito radical e "excêntrico" em sua vida privada para ser um candidato a vice eficaz. Mas Roosevelt insistiu que, sem Wallace, ele recusaria a renomeação, e Wallace ganhou a indicação vice-presidencial, derrotando o presidente da Câmara, William B. Bankhead, e outros candidatos.
Uma pesquisa realizada no final de agosto pela Gallup constatou que a disputa presidencial estava essencialmente empatada, mas a popularidade de Roosevelt aumentou em setembro após o anúncio do Acordo de Contratorpedeiros por Bases. Willkie apoiou grande parte do New Deal, além de rearmamento e ajuda à Grã-Bretanha, mas alertou que Roosevelt arrastaria o país para outra guerra europeia. Respondendo aos ataques de Willkie, Roosevelt prometeu manter o país fora da guerra. O presidente venceu a eleição com 55% dos votos populares, sendo vitorioso em 38 dos 48 estados e obtendo quase 85% dos votos no Colégio Eleitoral.

### Terceiro e quarto mandatos; 1941–1945

#### Preparação para a guerra
No final de 1940, o rearmamento estava em alta velocidade, em parte para expandir e reequipar o Exército e a Marinha e em parte para se tornar o "Arsenal da Democracia" para a Grã-Bretanha e outros países. Com seu famoso discurso das Quatro Liberdades em janeiro de 1941, expôs a ideia de uma batalha aliada por direitos básicos em todo o mundo. Auxiliado por Willkie, Roosevelt obteve a aprovação do Congresso para o programa Lend-Lease, que dirigia ajuda militar e econômica maciça à Grã-Bretanha e à China. Em um nítido contraste com os empréstimos da Primeira Guerra Mundial, não haveria reembolso após a guerra. Quando Roosevelt adotou uma postura mais firme contra o Japão, a Alemanha e a Itália, isolacionistas norte-americanos como Charles Lindbergh e o Comitê América Primeiro atacaram veementemente o presidente, acusando-o de ser um belicista irresponsável. Quando a Alemanha invadiu a União Soviética em junho de 1941, concordou em estender o Lend-Lease aos soviéticos. Assim, o presidente havia comprometido os EUA com a causa dos Países Aliados, adotando a política de fornecer "toda ajuda que não fosse guerra". Em julho de 1941, autorizou a criação do Escritório para Assuntos Interamericanos (OCIAA) para combater os esforços de propaganda percebidos na América Latina que eram patrocinados pela Alemanha e Itália.
Em agosto de 1941, Roosevelt e Churchill conduziram uma reunião bilateral altamente secreta, na qual redigiram a Carta do Atlântico, descrevendo conceitualmente os objetivos globais de guerra e pós-guerra. Esta seria a primeira de várias conferências da guerra; os dois líderes se encontraram mais dez vezes pessoalmente. Embora Churchill tenha pressionado por uma declaração norte-americana de guerra contra a Alemanha, Roosevelt acreditava que o Congresso rejeitaria qualquer tentativa de levar os Estados Unidos para o conflito. Em setembro, um submarino alemão disparou contra o contratorpedeiro Greer, dos Estados Unidos, e Roosevelt declarou que a Marinha de seu país assumiria um papel de escolta para comboios aliados no Atlântico até o leste da Grã-Bretanha e dispararia contra navios ou submarinos alemães (U-Boot) do Kriegsmarine se entrassem na zona da Marinha dos EUA. Essa política efetivamente declarou guerra naval à Alemanha e era a preferida pelos norte-americanos por uma diferença de 2–1.

#### Pearl Harbor e declarações de guerra

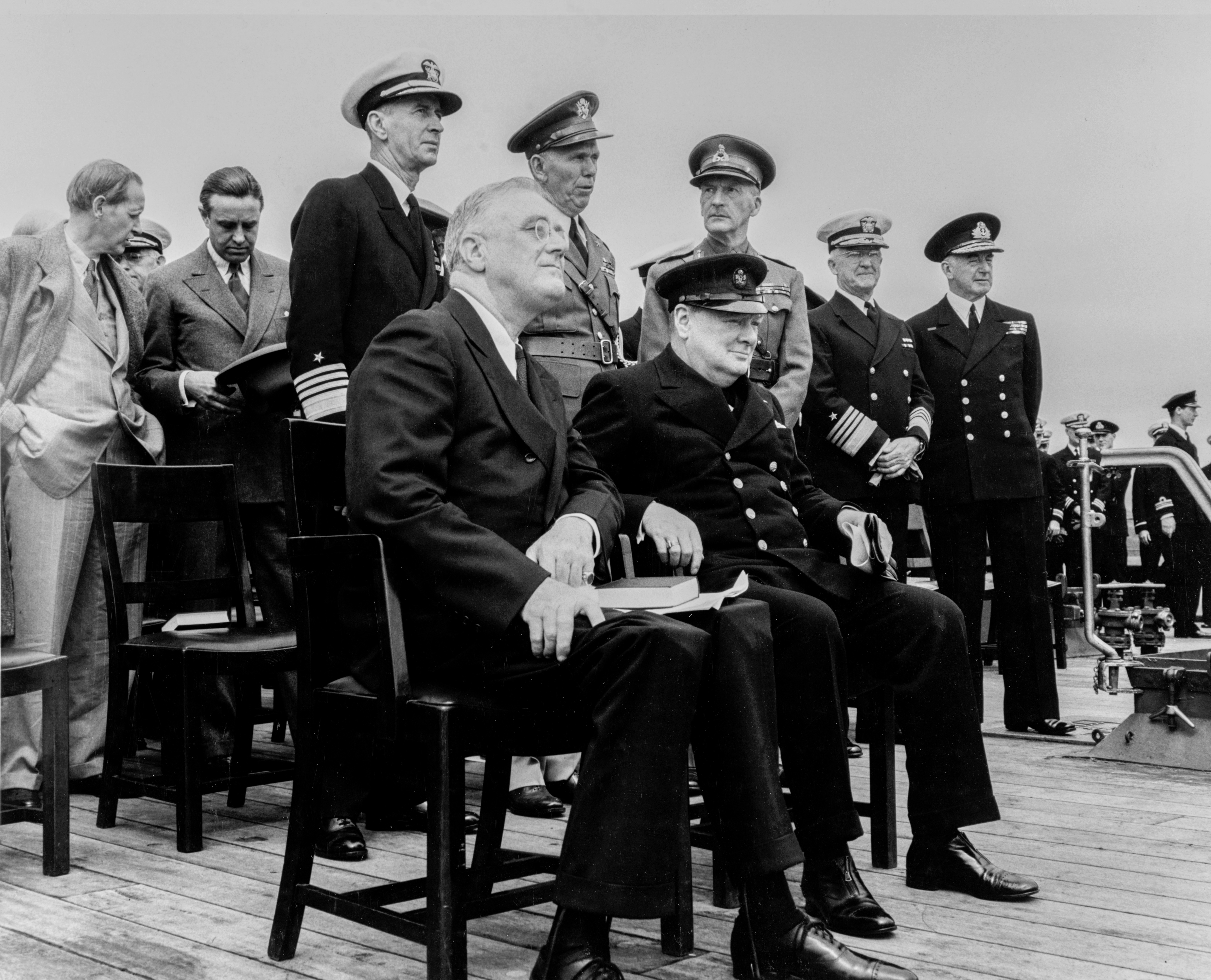
Roosevelt e Winston Churchill abordo do HMS Prince of Wales durante encontro que resultou na Carta do Atlântico, em 1941

Após a invasão alemã da Polônia, a principal preocupação de Roosevelt e de seus principais militares foi a guerra na Europa, mas o Japão também apresentou desafios na política externa. As relações com o Japão deterioraram-se continuamente desde a invasão da Manchúria em 1931 e pioraram com o apoio de Roosevelt à China. Com a guerra na Europa ocupando a atenção das principais potências coloniais, os líderes japoneses observaram colônias vulneráveis como as Índias Orientais Neerlandesas, a Indochina Francesa e a Malásia britânica. Depois que Roosevelt anunciou um empréstimo de 100 milhões (equivalente a 1,8 bilhão em 2019) para a China em reação à ocupação japonesa do norte da Indochina Francesa, o Japão assinou o Pacto Tripartite com a Alemanha e a Itália. O pacto obrigou cada país a defender os outros contra ataques, e a Alemanha, o Japão e a Itália ficaram conhecidos como potências do Eixo. Superando os que preferiam a invasão da União Soviética, o alto comando do Exército Japonês defendeu com sucesso a conquista do Sudeste Asiático para garantir o acesso contínuo às matérias-primas. Em julho de 1941, depois que o Japão ocupou o restante da Indochina Francesa, Roosevelt cortou a venda de petróleo para o Japão, privando o país de mais de 95% de seu suprimento de petróleo. Também colocou as Forças Armadas das Filipinas sob o comando norte-americano e restabeleceu o general Douglas MacArthur no serviço ativo para comandar as forças do país nas Filipinas.
Os japoneses ficaram indignados com o embargo e os líderes do país estavam determinados a atacar os Estados Unidos, a menos que os norte-americanos retirassem a sanção. O governo Roosevelt não estava disposto a reverter a política e o secretário de Estado Hull bloqueou uma possível cúpula entre Roosevelt e o primeiro-ministro Fumimaro Konoe. Depois que os esforços diplomáticos para encerrar o embargo falharam, o Conselho Privado do Japão autorizou um ataque contra os Estados Unidos. Os japoneses acreditavam que a destruição da frota asiática dos Estados Unidos (estacionada nas Filipinas) e da Frota do Pacífico dos Estados Unidos (estacionada em Pearl Harbor, no Havaí) era vital para a conquista do sudeste da Ásia. Na manhã de 7 de dezembro de 1941, os japoneses atingiram a base naval norte-americana em Pearl Harbor com um ataque surpresa, nocauteando a principal frota de couraçados do país e matando 2 403 militares e civis. Ao mesmo tempo, outras forças-tarefa japonesas em separado atacaram a Tailândia, o Hong Kong britânico, as Filipinas e outros alvos. Roosevelt pediu para o Congresso permitir a entrada na guerra no famoso "Discurso da Infâmia", no qual disse: "Ontem, 7 de dezembro de 1941—uma data que viverá na infâmia—os Estados Unidos da América foram repentina e deliberadamente atacados pelas forças navais e aéreas do Império do Japão". Numa votação quase unânime, o Congresso declarou guerra ao Japão. Após o ataque a Pearl Harbor, o sentimento antiguerra nos Estados Unidos evaporou em grande parte da noite para o dia. Em 11 de dezembro de 1941, Hitler e Mussolini declararam guerra aos Estados Unidos, que respondeu fazendo o mesmo.
A maioria dos estudiosos rejeitou as teorias da conspiração que Roosevelt, ou qualquer outro alto funcionário do governo, tinha conhecimento antecipado sobre o ataque japonês a Pearl Harbor. Os japoneses mantiveram seus segredos bem guardados. As altas autoridades norte-americanas sabiam que a guerra era iminente, mas não esperavam um ataque a Pearl Harbor. Roosevelt esperava que os japoneses atacassem as Índias Orientais Holandesas ou a Tailândia.

#### Planos de guerra

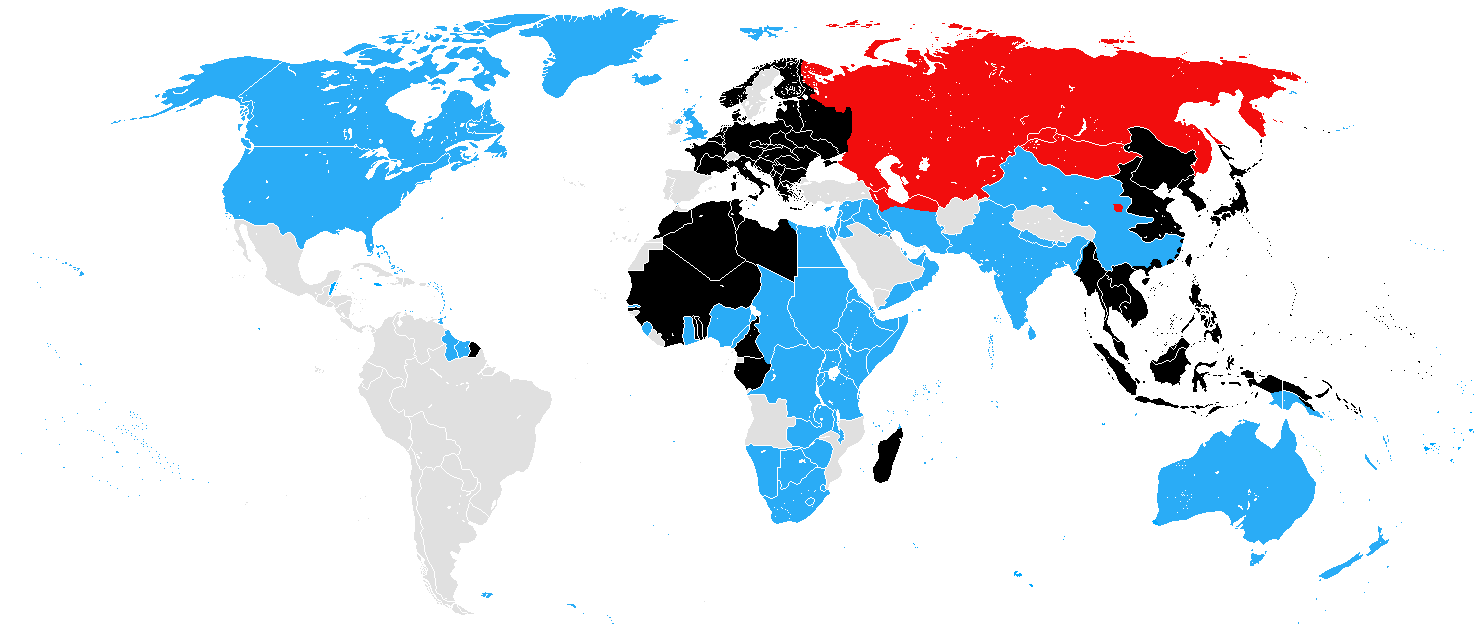
Território controlado pelos Aliados (azul e vermelho) e pelas Potências do Eixo (preto), em junho de 1942

No final de dezembro de 1941, Churchill e Roosevelt se reuniram na Conferência de Arcadia, que estabeleceu uma estratégia conjunta entre os EUA e a Grã-Bretanha. Ambos concordaram em adotar a estratégia Europa primeiro, priorizando derrotar a Alemanha antes do Japão. Os Estados Unidos e a Grã-Bretanha estabeleceram uma chefia do Estado-Maior composta por ambos os países para coordenar a política militar e um conselho para coordenar a alocação de suprimentos. Também foi alcançado um acordo para estabelecer um comando centralizado no Pacífico, coordenando as forças aliadas norte-americanas, britânicas, holandesas e australianas. Em 1.º de janeiro de 1942, os Estados Unidos, a Grã-Bretanha, a China, a União Soviética e vinte e dois outros países (as Potências Aliadas) emitiram a Declaração das Nações Unidas, na qual cada nação se comprometeu a derrotar as potências do Eixo.
Em 1942, Roosevelt formou um novo órgão, o Estado-Maior Conjunto, que tomou as decisões finais sobre a estratégia militar. O almirante Ernest King, como Chefe de Operações Navais, comandava a Marinha e os fuzileiros navais, enquanto o general George C. Marshall liderava o Exército e controlava simbolicamente a Força Aérea, que na prática era comandada pelo general Hap Arnold. O Estado-Maior Conjunto foi presidido pelo almirante William D. Leahy, o oficial mais sênior das Forças Armadas. Roosevelt evitou microgerenciar a guerra e deixou seus principais oficiais militares tomarem a maioria das decisões. Seus nomeados entre a população civil lideraram o recrutamento de homens e a aquisição de equipamentos, mas nenhum civil–nem mesmo os secretários da Guerra ou da Marinha–tinham voz na definição da estratégia. Roosevelt evitou o Departamento de Estado e conduziu as questões diplomáticas mais importantes por meio de seus assessores, especialmente Harry Hopkins, cuja influência foi reforçada por seu controle dos fundos do Lend-Lease.

#### Programa nuclear
Em agosto de 1939, Leó Szilárd e Albert Einstein enviaram uma carta a Roosevelt alertando sobre a possibilidade dos alemães estarem conduzindo um projeto para desenvolver bombas nucleares. Szilard notou que o processo recentemente descoberto de fissão nuclear poderia ser usado para criar uma reação em cadeia nuclear que poderia ser usada como uma arma de destruição em massa. Roosevelt temia as consequências de permitir que a Alemanha tivesse posse exclusiva da tecnologia e autorizou pesquisas preliminares sobre armas nucleares. Após o ataque a Pearl Harbor, o governo Roosevelt garantiu os fundos necessários para continuar a pesquisa e selecionou o general Leslie Groves para supervisionar o Projeto Manhattan, encarregado de desenvolver as primeiras armas nucleares. Roosevelt e Churchill concordaram em prosseguir em conjunto com o projeto, e o norte-americano ajudou a garantir que os cientistas de seu país cooperassem com seus colegas britânicos.

#### Conferências em tempo de guerra

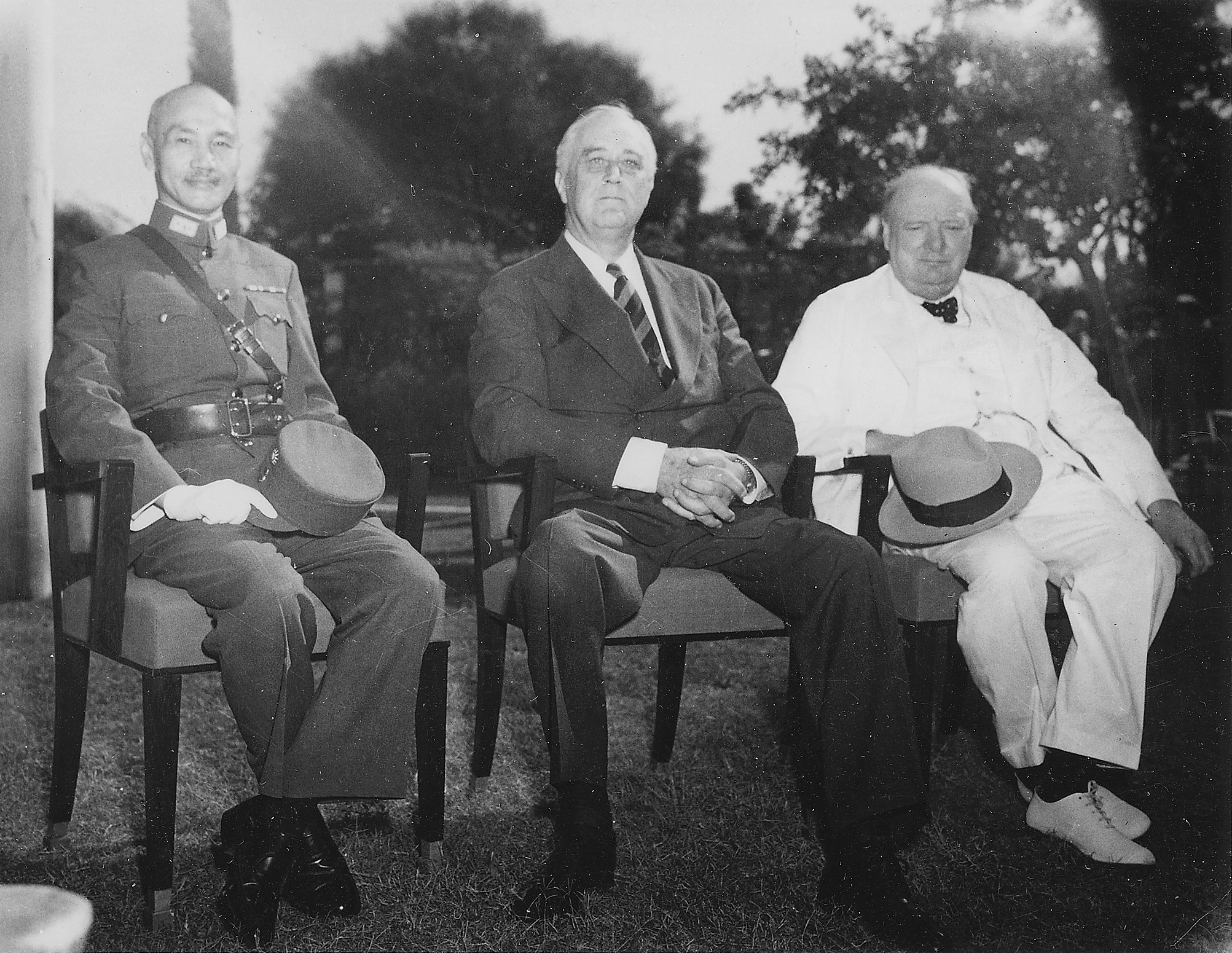
Chiang Kai-shek, Roosevelt e Churchill na Conferência do Cairo, em 1943

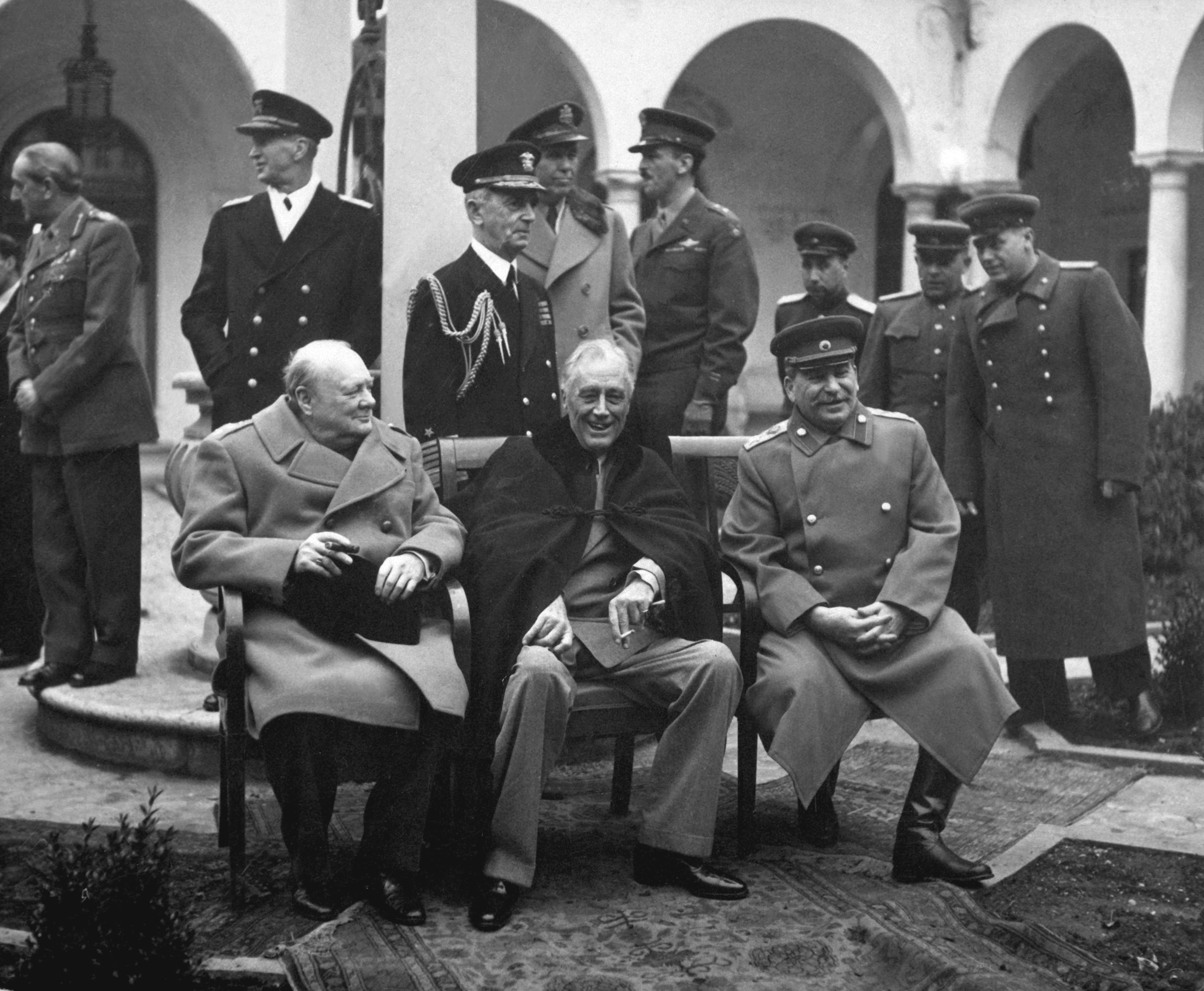
Churchill, Roosevelt e Joseph Stalin na Conferência de Ialta, em fevereiro de 1945

Roosevelt cunhou o termo "Quatro Policiais" para se referir às "Quatro Grandes" potências aliadas da Segunda Guerra Mundial: Estados Unidos, Reino Unido, União Soviética e China. Os "Três Grandes", compostos por Roosevelt, Churchill e o líder soviético Joseph Stalin, juntamente com o generalíssimo chinês Chiang Kai-shek, cooperaram informalmente em um plano no qual as tropas norte-americanas e britânicas se concentraram no Ocidente; tropas soviéticas lutaram na Frente Oriental; e tropas chinesas, britânicas e norte-americanas lutaram na Ásia e no Pacífico. Os Estados Unidos também continuaram enviando ajuda através do programa Lend-Lease para a União Soviética e outros países. Os Aliados formularam a estratégia em uma série de conferências de grande importância, bem como por contato através de canais diplomáticos e militares. A partir de maio de 1942, os soviéticos pediram uma invasão anglo-americana da França, ocupada pelos alemães, a fim de desviar as tropas da Frente Oriental. Preocupados com o fato de suas forças ainda não estarem prontas para uma invasão da França, Churchill e Roosevelt decidiram adiar essa invasão até pelo menos 1943 e, em vez disso, se concentraram em um desembarque no norte da África, conhecido como Operação Tocha.
Em novembro de 1943, Roosevelt, Churchill e Stalin se reuniram para discutir estratégias e planos pós-guerra na Conferência de Teerã, onde Roosevelt conheceu Stalin pela primeira vez. Na conferência, a Grã-Bretanha e os EUA se comprometeram a abrir uma segunda frente contra a Alemanha em 1944, enquanto Stalin se comprometeu a entrar na guerra contra o Japão em uma data não especificada. As conferências subsequentes em Bretton Woods e Dumbarton Oaks estabeleceram a estrutura para o sistema monetário internacional do pós-guerra e as Nações Unidas, uma organização intergovernamental semelhante à fracassada Sociedade das Nações de Wilson.
Roosevelt, Churchill e Stalin se encontraram pela segunda vez na Conferência de Ialta, em fevereiro de 1945, na Crimeia. Com o fim da guerra na Europa, seu foco principal era convencer Stalin a entrar na guerra contra o Japão; o Estado-Maior Conjunto estimou que uma invasão dos Estados Unidos no Japão causaria até um milhão de baixas norte-americanas. Em troca da entrada da União Soviética na guerra contra o Japão, foi prometido aos soviéticos o controle de territórios asiáticos como a Ilha Sacalina. Os três líderes concordaram em realizar uma conferência em 1945 para estabelecer as Nações Unidas e também concordaram com a estrutura do Conselho de Segurança das Nações Unidas, encarregada de garantir a paz e a segurança internacional. Roosevelt não pressionou pela evacuação imediata de soldados soviéticos da Polônia, mas conseguiu a emissão da Declaração sobre a Europa Liberada, que prometia eleições livres nos países ocupados pela Alemanha. A própria Alemanha não seria desmembrada, mas seria ocupada em conjunto pelos Estados Unidos, França, Grã-Bretanha e União Soviética. Contra a pressão soviética, Roosevelt e Churchill recusaram-se a consentir em impor grandes reparações e desindustrialização à Alemanha após a guerra. O papel de Roosevelt na Conferência de Ialta tem sido controverso; os críticos afirmaram que o presidente ingenuamente confiou na União Soviética para permitir eleições livres na Europa Oriental, enquanto os apoiadores argumentaram que havia pouco mais que ele poderia ter feito pelos países do Leste Europeu, dada a ocupação soviética e a necessidade de cooperação com a União Soviética durante e depois da guerra.

#### Curso da guerra
Os Aliados invadiram o norte francês da África em novembro de 1942, garantindo a rendição das forças francesas de Vichy poucos dias após o desembarque. Na Conferência de Casablanca em janeiro de 1943, os Aliados concordaram em derrotar as forças do Eixo no norte da África e, em seguida, iniciar uma invasão da Sicília, com um ataque à França a ser realizado em 1944. Na conferência, Roosevelt também anunciou que só aceitaria a rendição incondicional da Alemanha, Japão e Itália. Em fevereiro de 1943, a União Soviética obteve uma grande vitória na Batalha de Stalingrado e, em maio de 1943, os Aliados garantiram a rendição de mais de 250 mil soldados alemães e italianos no norte da África, encerrando a Campanha Norte-Africana. Os Aliados lançaram uma invasão da Sicília em julho de 1943, capturando a ilha até o final do mês seguinte. Em setembro de 1943, os Aliados conseguiram um armistício do primeiro-ministro italiano Pietro Badoglio, mas a Alemanha rapidamente restaurou Mussolini ao poder. A invasão aliada da Itália continental começou em setembro de 1943, mas a Campanha da Itália continuou até 1945 pois as tropas alemãs e italianas resistiram ao avanço dos Aliados.

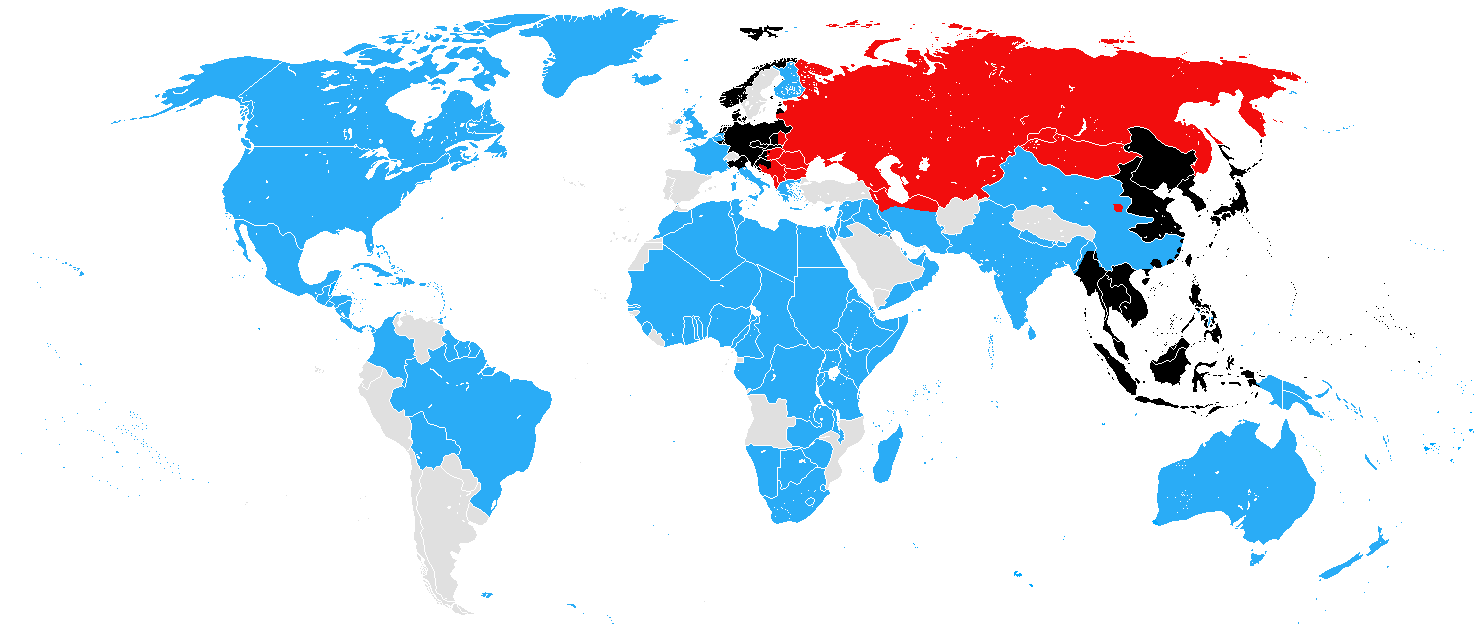
Território controlado pelos Aliados (azul e vermelho) e pelas Potências do Eixo (preto), em dezembro de 1944

Para comandar a invasão da França, Roosevelt escolheu o general Dwight D. Eisenhower, que havia comandado com sucesso uma coalizão multinacional no norte da África e na Sicília. Eisenhower escolheu lançar a Operação Overlord em 6 de junho de 1944. Apoiados por 12 mil aeronaves e a maior força naval já reunida, os Aliados estabeleceram com sucesso uma base na Normandia e depois avançaram para a França. Embora relutante em apoiar um governo não eleito, Roosevelt reconheceu o Governo Provisório da República Francesa, liderado por Charles de Gaulle, como o governo de fato do país em julho de 1944. Depois que a maior parte da França foi libertada da ocupação alemã, concedeu reconhecimento formal ao governo de De Gaulle em outubro de 1944. Nos meses seguintes, os Aliados libertaram uma maior quantidade de território da ocupação nazista e começaram a invasão da Alemanha. Em abril de 1945, a resistência nazista estava desmoronando diante dos avanços dos aliados ocidentais e da União Soviética.
Nas primeiras semanas da guerra, o Japão conquistou as Filipinas e as colônias britânicas e holandesas no sudeste da Ásia. O avanço japonês atingiu sua extensão máxima em junho de 1942, quando a Marinha dos EUA obteve uma vitória decisiva na Batalha de Midway. As forças norte-americanas e australianas começaram então uma estratégia lenta e dispendiosa, com o objetivo de ganhar bases a partir das quais o poder aéreo estratégico pudesse ser exercido sobre o Japão e das quais o Japão poderia finalmente ser invadido. Em contraste com Hitler, Roosevelt não participou diretamente das operações táticas navais, embora tenha aprovado decisões estratégicas. Roosevelt cedeu em parte às demandas insistentes da população e do Congresso de que mais esforço fosse dedicado ao Japão, mas ele sempre insistiu primeiro na Alemanha. A força da marinha japonesa foi dizimada na Batalha do Golfo de Leyte e, em abril de 1945, os Aliados haviam reconquistado grande parte de seu território perdido no Pacífico.

#### Âmbito interno
O âmbito interno dos Estados Unidos estava sujeito a mudanças sociais dinâmicas durante a guerra, embora questões domésticas não fossem mais a preocupação política mais urgente de Roosevelt. O fortalecimento militar estimulou o crescimento econômico. O desemprego caiu pela metade, de 7,7 milhões na primavera de 1940 para 3,4 milhões no outono de 1941 e pela metade novamente para 1,5 milhão no outono de 1942, em uma força de trabalho de 54 milhões. Houve uma crescente escassez de mão-de-obra, acelerando a segunda onda da Grande Migração de Afro-Americanos, agricultores e populações rurais para os centros de produção. Os afro-americanos do sul foram para a Califórnia e outros estados da Costa Oeste e lá ocuparam novos empregos na indústria de defesa. Para pagar pelo aumento dos gastos do governo, Roosevelt propôs em 1941 que o Congresso promulgasse uma taxa de imposto de renda de 99,5% sobre toda a renda superior a 100 mil; quando a proposta foi rejeitada, emitiu uma ordem executiva impondo um imposto de renda de 100% sobre a renda superior a 25 mil, a qual o Congresso derrubou. A Lei de Arrecadação de 1942 instituiu altas taxas de impostos de até 94%, aumentou consideravelmente a base tributável e instituiu o primeiro imposto federal retido na fonte. Em 1944, solicitou que o Congresso promulgasse uma legislação que tributaria todos os lucros "injustificados", tanto corporativos quanto individuais e, assim, geraria uma arrecadação de dez bilhões, valor que considerava necessário para pagar pela guerra e outras ações do governo. O Congresso derrubou o veto do presidente e promulgou uma legislação que gerou receitas menos expressivas, de dois bilhões.

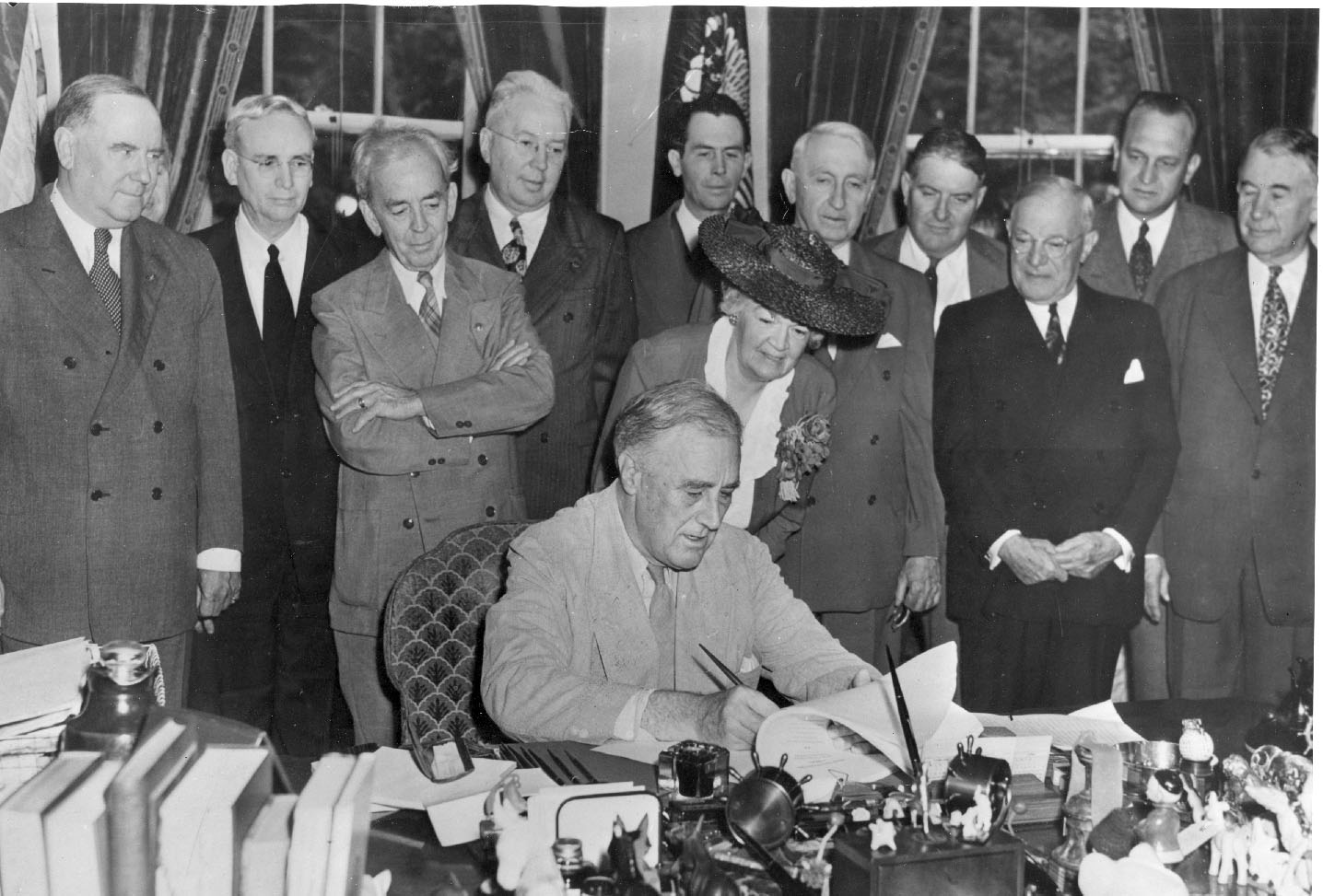
Roosevelt sancionando a Lei de Reajuste dos Militares, em junho de 1944

Em 1942, com os Estados Unidos agora em conflito, a produção de guerra aumentou dramaticamente, mas ficou aquém das metas estabelecidas pelo presidente, devido em parte à escassez de mão de obra. O esforço também foi impedido por numerosas greves, especialmente entre trabalhadores sindicais das indústrias de mineração de carvão e ferrovias, que duraram até 1944. No entanto, entre 1941 e 1945, os Estados Unidos produziram 2,4 milhões de caminhões, 300 mil aeronaves militares, 88,4 mil tanques e 40 bilhões de cartuchos de munição. A capacidade de produção dos Estados Unidos diminuiu a de outros países; por exemplo, em 1944, o país produziu mais aeronaves militares do que a produção combinada da Alemanha, Japão, Grã-Bretanha e União Soviética. A Casa Branca tornou-se o local derradeiro para mediações, conciliações ou arbitragens trabalhistas. Uma grande batalha ocorreu entre o vice-presidente Wallace, que chefiava o Board of Economic Warfare, e Jesse H. Jones, responsável pela Reconstruction Finance Corporation; ambas as agências assumiram a responsabilidade pela aquisição de suprimentos de borracha e discordavam sobre o financiamento. Roosevelt resolveu a disputa dissolvendo as duas agências. Em 1943, estabeleceu o Escritório de Mobilização para a Guerra para supervisionar o âmbito interno; a agência foi liderada por James F. Byrnes, que passou a ser conhecido como "presidente assistente" devido à sua influência.
Em seu Discurso sobre o Estado da União de 1944, Roosevelt defendeu que os norte-americanos deveriam pensar nos direitos econômicos básicos como uma Segunda Declaração de Direitos. O presidente afirmou que todos os norte-americanos deveriam ter o direito a "assistência médica adequada", "uma boa educação", "um lar decente" e um "emprego útil e remunerado". Na proposta voltada para a política interna mais ambiciosa de seu terceiro mandato, propôs a Lei de Reajuste dos Militares de 1944, que criaria um enorme programa de benefícios para os soldados que retornassem ao país. Os benefícios incluíam educação superior, assistência médica, seguro-desemprego, aconselhamento profissional e empréstimos de baixo custo para residências e empresas. O projeto foi aprovado por unanimidade em ambas as casas do Congresso e foi sancionado como lei em junho de 1944. Dos quinze milhões de norte-americanos que serviram na Segunda Guerra Mundial, mais da metade se beneficiou das oportunidades educacionais previstas na lei.

#### Saúde em declínio
Roosevelt, um fumante inveterado durante toda a sua vida adulta, estava com sua saúde corporal em declínio desde pelo menos 1940. Em março de 1944, logo após seu aniversário de 62 anos, foi submetido a testes no Hospital Bethesda e descobriu-se que tinha hipertensão arterial, aterosclerose, doença arterial coronariana que causava angina, e insuficiência cardíaca.
Médicos do hospital e dois outros especialistas ordenaram que Roosevelt descansasse. Seu médico pessoal, o almirante Ross McIntire, criou uma programação diária que proibia os hóspedes de almoçarem e incorporava duas horas de descanso por dia. Durante a campanha à reeleição de 1944, McIntire negou várias vezes que a saúde de Roosevelt estava ruim; em 12 de outubro, por exemplo, anunciou que "a saúde do presidente está perfeitamente bem. Não há absolutamente nenhuma dificuldade biológica". Roosevelt percebeu que sua saúde em declínio poderia eventualmente tornar impossível sua permanência na presidência e, em 1945, disse a um confidente que poderia renunciar ao cargo após o fim da guerra.

#### Eleição de 1944

Mapa com os resultados do Colégio Eleitoral da eleição de 1944

Enquanto alguns democratas se opuseram à nomeação de Roosevelt como o presidenciável do partido em 1940, o presidente enfrentou pouca dificuldade em garantir sua renomeação na Convenção Nacional Democrata de 1944. Roosevelt deixou claro antes da convenção que estava buscando outro mandato e, na única votação da convenção, o presidente ganhou a grande maioria dos delegados, embora uma minoria dos democratas do sul tenha votado em Harry F. Byrd. Os líderes do partido insistiram com Roosevelt para que retirasse o vice-presidente Wallace da chapa, acreditando que Wallace era um passivo eleitoral e um potencial sucessor fraco caso o presidente morresse. Roosevelt preferia que James F. Byrnes substituísse Wallace, mas foi convencido a apoiar o senador Harry S. Truman, do Missouri, que ganhou fama por sua investigação sobre a ineficiência da produção de guerra e era aceitável pelas várias facções do partido. Na segunda votação da convenção, Truman derrotou Wallace e se tornou o candidato a vice-presidente.
Os republicanos nomearam como seu presidenciável Thomas E. Dewey, governador de Nova Iorque, que tinha a reputação de liberal em seu partido. A oposição acusou Roosevelt e seu governo de corrupção doméstica, ineficiência burocrática, tolerância ao comunismo e equívocos militares. Os sindicatos, que haviam crescido rapidamente na guerra, apoiaram Roosevelt. Roosevelt e Truman venceram a eleição de 1944 por uma margem confortável, derrotando Dewey e seu companheiro de chapa John W. Bricker com 53,4% dos votos populares e 432 dos 531 votos no Colégio Eleitoral. O presidente fez campanha a favor de uma forte Organização das Nações Unidas e, consequentemente, sua vitória simbolizou o apoio à futura participação da nação na comunidade internacional.

#### Últimos meses, morte e rescaldo; 1945

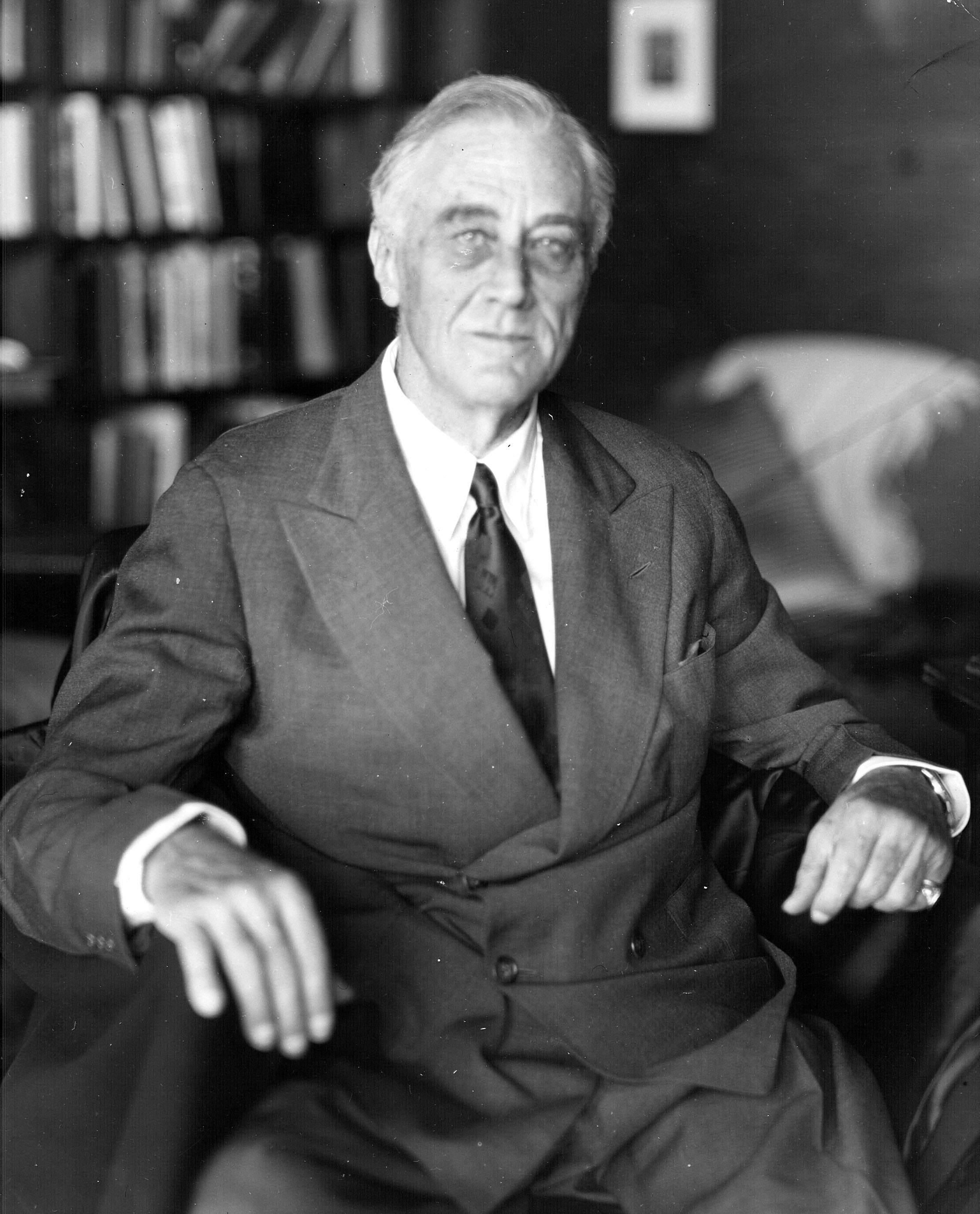
Última fotografia de Roosevelt, tirada em 11 de abril de 1945, um dia antes de sua morte

Quando Roosevelt retornou aos Estados Unidos da Conferência de Ialta, muitos ficaram chocados ao ver o quão velho, magro e frágil ele parecia. O presidente discursou sentado na Câmara, uma concessão sem precedentes de sua incapacidade física. Em março de 1945, enviou mensagens a Stalin acusando-o de quebrar seus compromissos em Ialta sobre a Polônia, a Alemanha, prisioneiros de guerra e outras questões. Quando Stalin acusou os Aliados ocidentais de tramarem pelas costas uma paz separada com Hitler, Roosevelt respondeu: "Não posso evitar sentir um ressentimento amargurado em relação aos seus informantes, sejam eles quem forem, por tais deturpações vil das minhas ações ou das de meus subordinados de confiança".
Em 29 de março de 1945, Roosevelt foi à Little White House em Warm Springs, na Geórgia, ao sul do país, para descansar antes de sua participação programada na conferência de fundação das Nações Unidas. Na tarde de 12 de abril, disse: "Estou com uma dor de cabeça terrível". O presidente então caiu na cadeira, inconsciente, e foi levado para o quarto. Seu cardiologista, o Dr. Howard Bruenn, diagnosticou a emergência médica como uma hemorragia intracerebral maciça. Às 15h35min naquele dia, Roosevelt morreu aos 63 anos de idade.
Na manhã de 13 de abril, o corpo de Roosevelt foi colocado em um caixão coberto por bandeiras e carregado no trem presidencial para a viagem de volta a Washington, D.C. Ao longo da rota, milhares correram para os trilhos para prestar homenagens. Depois de um funeral na Casa Branca em 14 de abril, o corpo foi transportado de trem da capital federal para seu local de nascimento, na cidade de Hyde Park, no estado de Nova Iorque. Como era seu desejo, foi enterrado em 15 de abril no Rose Garden, de sua propriedade em Springwood.
A saúde corporal em declínio de Roosevelt foi mantida em segredo da população em geral. Sua morte causou choque e foi lamentada nos EUA e no mundo. Depois que a Alemanha se rendeu no mês seguinte, o recém empossado presidente Truman dedicou o Dia da Vitória na Europa e suas comemorações à memória de Roosevelt, e manteve as bandeiras nos EUA a meio-mastro pelo restante do período de luto de 30 dias, dizendo que seu único desejo era "que Franklin D. Roosevelt tivesse vivido para testemunhar este dia". A Segunda Guerra Mundial finalmente terminou com a rendição do Japão em setembro, após os bombardeios atômicos de Hiroshima e Nagasaki e a entrada soviética na guerra. Em seu governo, Truman presidiu a desmobilização do esforço de guerra e o estabelecimento das Nações Unidas e outras instituições do pós-guerra previstas durante a presidência de Roosevelt.

## Direitos civis, campos de encarceramento e Holocausto

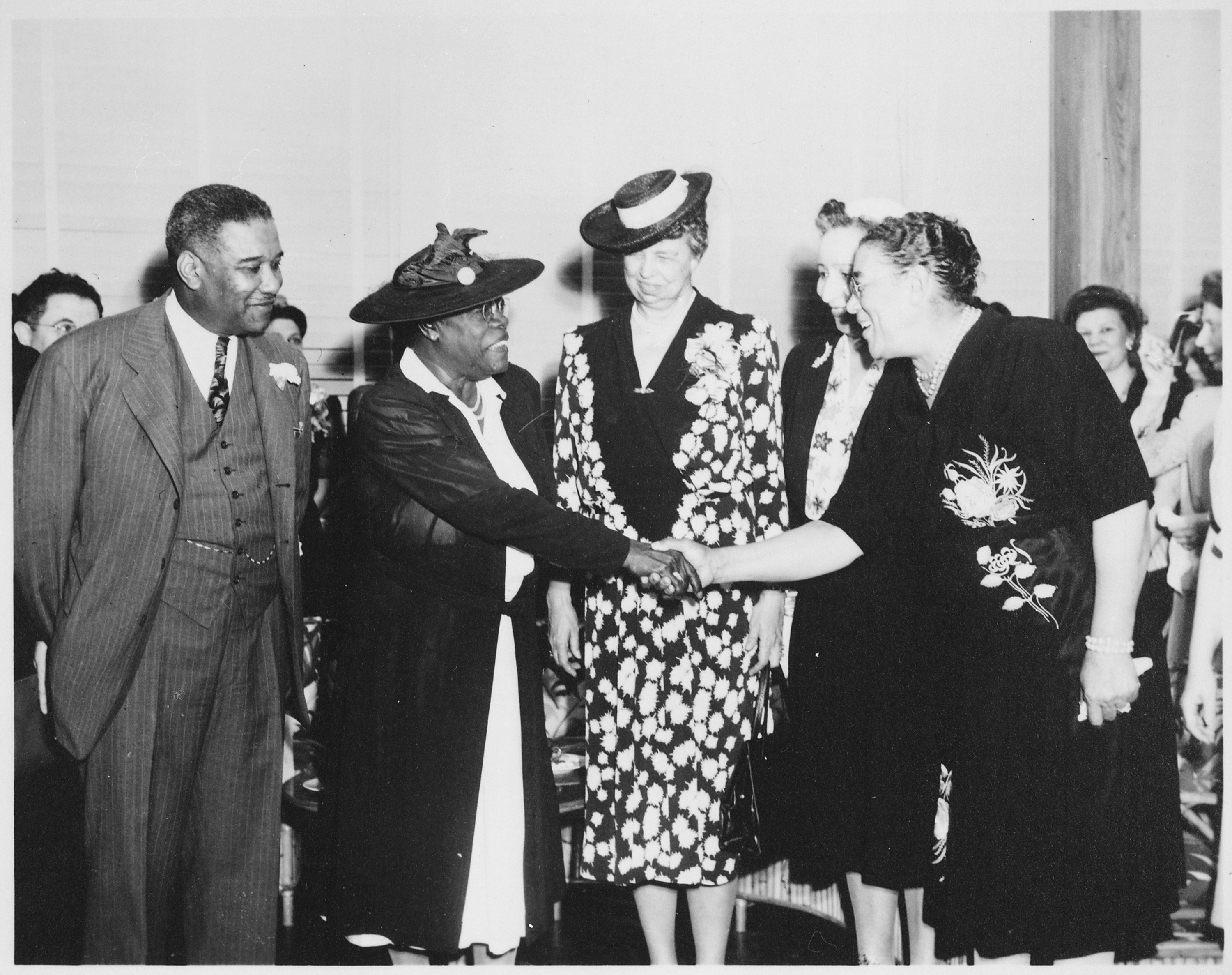
Eleanor com integrantes do Gabinete Negro, um grupo de afro-americanos formado pelo presidente Roosevelt para lhe assessorar sobre questões raciais

Roosevelt foi visto como um herói por muitos afro-americanos, católicos e judeus, e teve muito sucesso em atrair a grande maioria desses eleitores para sua coalizão do New Deal. Ele ganhou forte apoio de chineses-americanos e filipo-americanos, mas não de nipo-americanos, pois presidiu o encarceramento de pessoas com ascendência japonesa em campos de concentração durante a guerra. Os afro-americanos e os nativos foram beneficiados em dois programas de assistência do New Deal, o Corpo de Conservação Civil e a Lei de Reorganização Indígena, respectivamente. Sitkoff relata que a WPA "forneceu um piso econômico para toda a comunidade negra na década de 1930, rivalizando com a agricultura e o serviço doméstico como a principal fonte" de renda.
Roosevelt não se juntou aos líderes da NAACP para pressionar pela aprovação de uma lei federal antilinchamento, pois acreditava que era improvável que essa iniciativa fosse aprovada e que seu apoio a ela alienaria os congressistas do sul. Entretanto, designou um "Gabinete Negro", composto por conselheiros afro-americanos que lhe assessoravam sobre relações raciais e questões afro-americanas, e denunciou publicamente o linchamento como "assassinato". A primeira-dama Eleanor apoiou vocalmente os esforços destinados a ajudar a comunidade afro-americana, incluindo a Lei de Normas de Trabalho Justas, que ajudou a aumentar os salários dos trabalhadores não-brancos no sul. Em 1941, estabeleceu um comitê para implementar a Ordem Executiva 8802, que proibiu a discriminação racial e religiosa no emprego entre prestadores da indústria de defesa. O comitê foi o primeiro programa nacional direcionado contra a discriminação no emprego e teve um papel importante na abertura de novas oportunidades de emprego para trabalhadores não-brancos. Durante a Segunda Guerra Mundial, a proporção de homens afro-americanos empregados em cargos de produção aumentou significativamente. Em resposta às políticas de Roosevelt, os afro-americanos desertaram cada vez mais do Partido Republicano nas décadas de 1930 e 1940, tornando-se um importante grupo eleitoral democrata em vários estados do norte.
O ataque a Pearl Harbor levantou preocupações da população em relação à possibilidade de sabotagem pelos nipo-americanos. Essa suspeita foi alimentada pelo racismo duradouro contra os imigrantes japoneses, bem como pelas conclusões da Comissão Roberts, que concluiu que o ataque a Pearl Harbor havia recebido auxílio de espiões japoneses. Em fevereiro de 1942, Roosevelt emitiu a Ordem Executiva 9066, que realocou centenas de milhares de cidadãos e imigrantes nipo-americanos. Eles foram forçados a liquidar suas propriedades e negócios e foram encarcerados em acampamentos construídos às pressas em locais do interior do país, sob condições adversas. Distraído por outras questões, delegou a decisão de encarceramento ao secretário da Guerra, Stimson, que por sua vez confiou no julgamento de seu secretário adjunto, John J. McCloy. A Suprema Corte considerou a ordem executiva constitucional no caso Korematsu v. Estados Unidos, de 1944. Muitos cidadãos alemães e italianos também foram presos ou colocados em campos de encarceramento.
Depois da Noite dos Cristais em 1938, Roosevelt ajudou a acelerar a imigração judaica da Alemanha e da Áustria e permitiu que cidadãos alemães que já estavam nos Estados Unidos ficassem indefinidamente. No entanto, foi impedido de aceitar novos imigrantes judeus, praticamente refugiados, pela restritiva Lei da Imigração de 1924, pelo antissemitismo entre os eleitores, e a objeção da comunidade judaica-americana à imigração em massa de judeus da Europa Oriental. Hitler escolheu implementar a "Solução final"—o extermínio da população judaica europeia—em janeiro de 1942, e autoridades norte-americanas souberam da escala que a campanha de extermínio nazista estava tendo nos meses seguintes. Contra as objeções do Departamento de Estado, Roosevelt convenceu os outros líderes aliados a emitir coletivamente a Declaração Conjunta dos Membros das Nações Unidas, que condenou o Holocausto em curso e alertou sobre julgar seus perpetradores como criminosos de guerra. Em janeiro de 1944, Roosevelt estabeleceu o Conselho para os Refugiados de Guerra para ajudar judeus e outras vítimas de atrocidades no Eixo. Além dessas ações, o presidente acreditava que a melhor maneira de ajudar as populações perseguidas da Europa era acabar com a guerra o mais rápido possível. Os principais líderes militares e do Departamento de Guerra rejeitaram qualquer campanha para bombardear os campos de extermínio ou as linhas ferroviárias que levavam aos campos, temendo que isso fosse um desvio do esforço de guerra. Segundo o biógrafo Jean Edward Smith, não há evidências de que alguém tenha proposto tal campanha a Roosevelt.

## Legado

### Reputação histórica

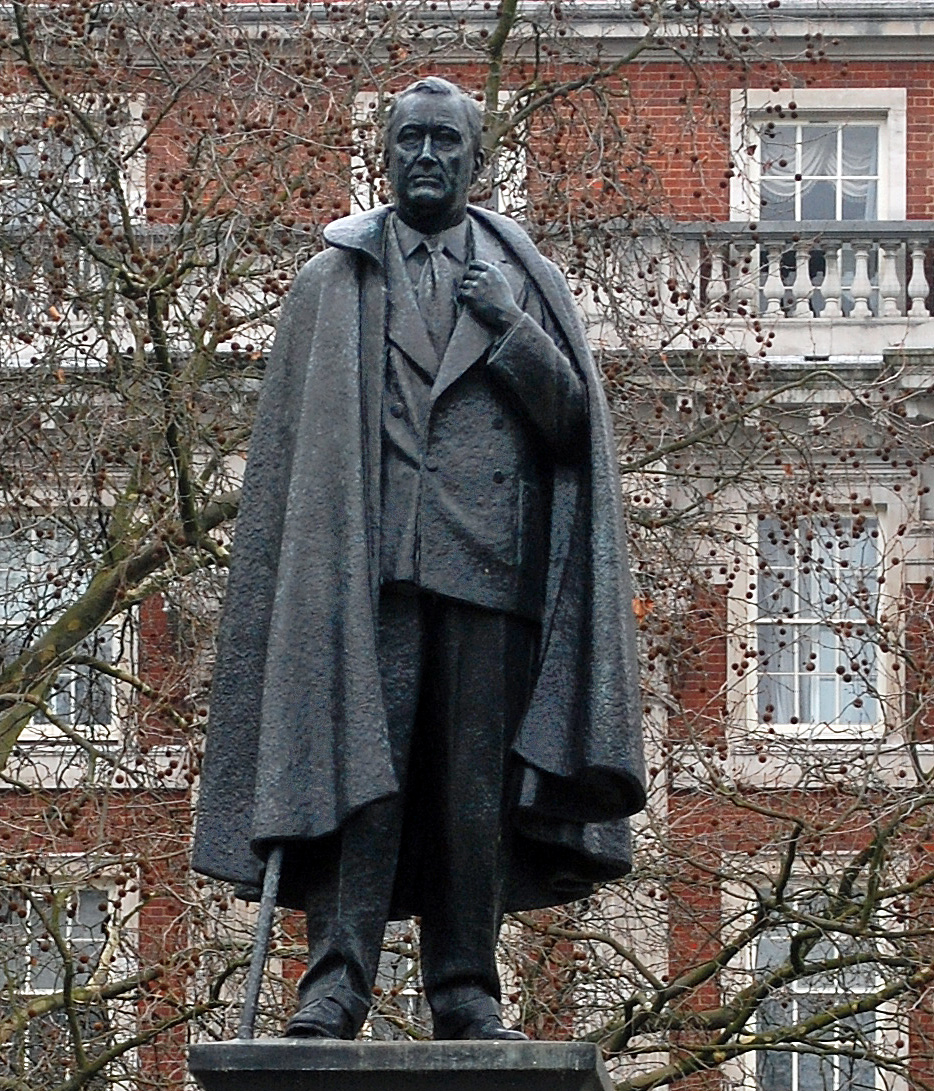
Estátua em homenagem a Roosevelt em Londres

Roosevelt é amplamente considerado uma das figuras mais importantes da história dos Estados Unidos, bem como uma das mais influentes do século XX. Historiadores e cientistas políticos constantemente classificam Roosevelt, George Washington e Abraham Lincoln como os três presidentes mais grandiosos do país. Refletindo sobre a presidência de Roosevelt, "que conduziu os Estados Unidos através da Grande Depressão e da Segunda Guerra Mundial a um futuro próspero", seu biógrafo Jean Edward Smith declarou em 2007: "Ele se levantou de uma cadeira de rodas para levantar a nação ajoelhada".
A rápida expansão dos programas governamentais que ocorreram durante o mandato de Roosevelt redefiniu o papel do governo nos Estados Unidos, e sua defesa de tais iniciativas foi fundamental para redefinir o liberalismo para as próximas gerações. Roosevelt estabeleceu firmemente o papel de liderança dos Estados Unidos no cenário mundial, com seu papel na formação e financiamento da Segunda Guerra Mundial. Seus críticos isolacionistas desapareceram, e até os republicanos aderiram às suas políticas no geral. Também criou um novo entendimento da presidência, aumentando permanentemente o poder do presidente às custas do Congresso.

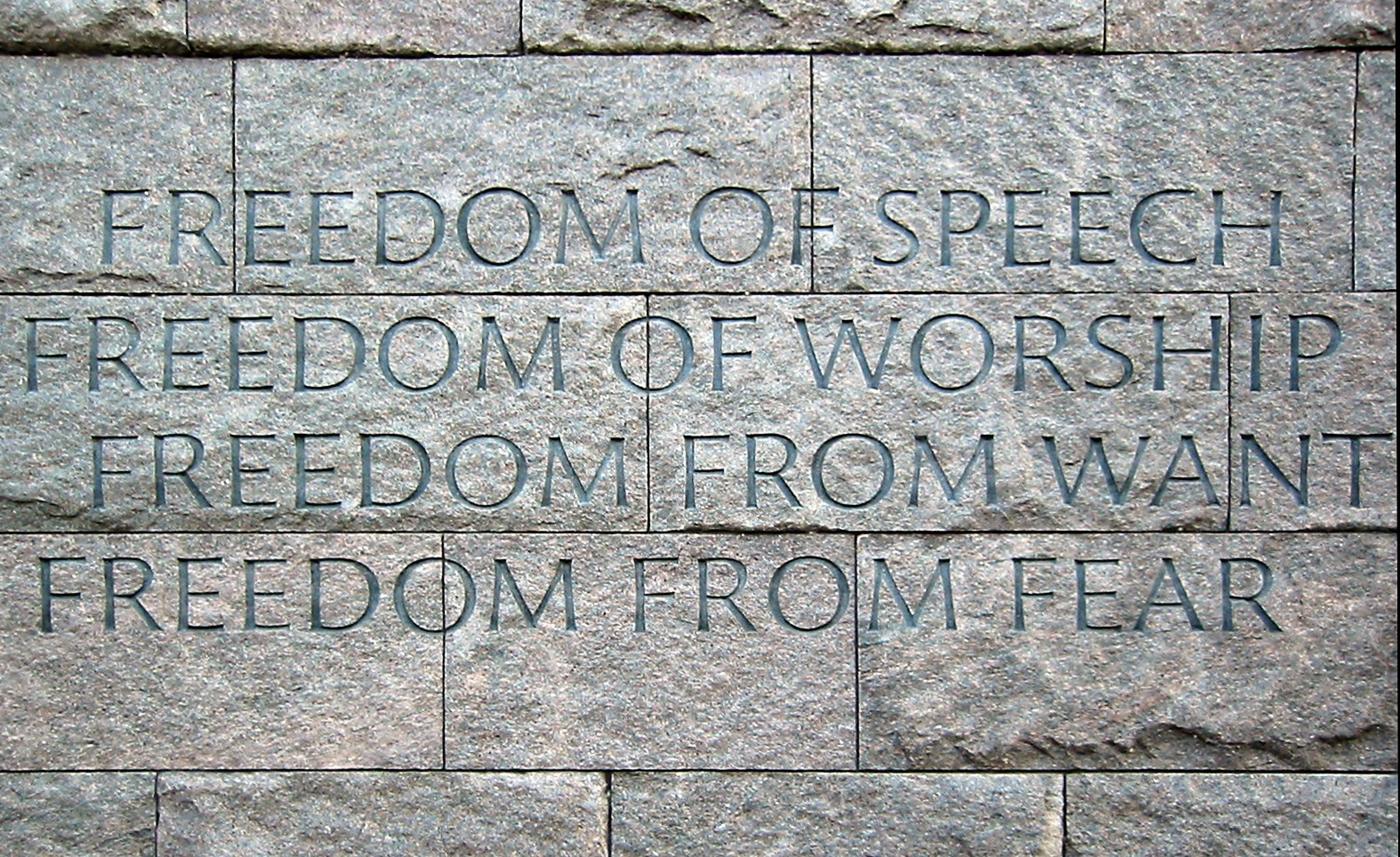
As Quatro Liberdades gravadas em uma parede no Memorial Franklin Delano Roosevelt em Washington, D.C.

Sua Segunda Declaração de Direitos tornou-se, segundo o historiador Joshua Zeitz, "a base das aspirações do Partido Democrata por quase quatro décadas". Após sua morte, sua viúva, Eleanor, continuou a ser uma presença forte na política dos EUA e do mundo, servindo como delegada à conferência que estabeleceu as Nações Unidas e defendendo os direitos civis e o liberalismo em geral. Muitos membros de seu governo desempenharam papéis de liderança nos governos de Truman, Kennedy e Johnson, cada um dos quais abraçou o legado político de Roosevelt.
Durante sua presidência, e continuando em menor grau depois, houve muitas críticas a Roosevelt, algumas delas intensas. Os críticos questionaram não apenas suas políticas, posições e a consolidação do poder que ocorreu devido a suas respostas às crises da Grande Depressão e da Segunda Guerra Mundial, mas também sua ruptura com a tradição ao concorrer a um terceiro mandato como presidente. Muito tempo depois de sua morte, novas linhas de ataque criticaram as políticas de Roosevelt em relação à ajuda aos judeus da Europa, o encarceramento de japoneses na Costa Oeste, e sua oposição à legislação antilinchamento.

### Memoriais

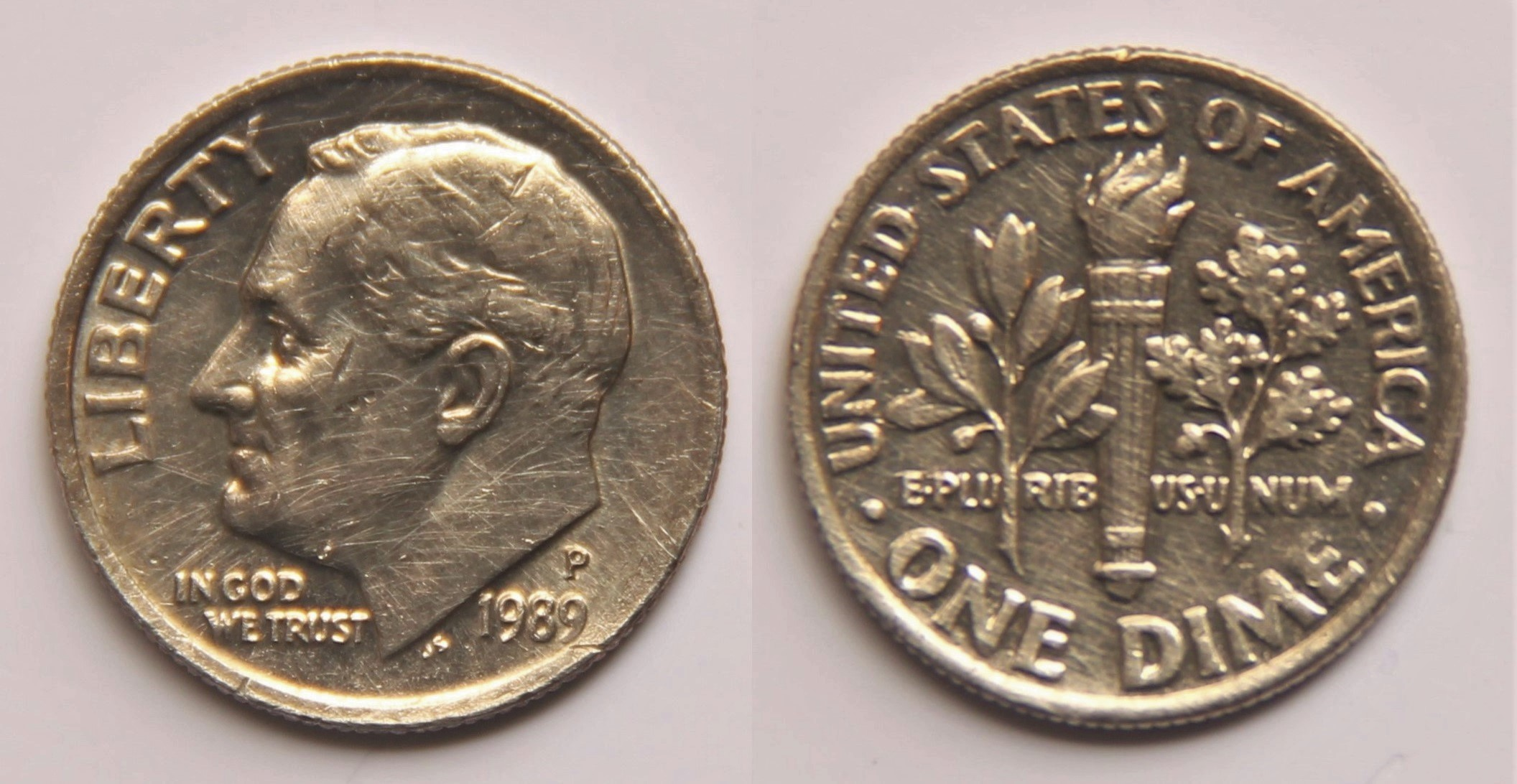
Moeda em homenagem a Roosevelt

A casa de Roosevelt em Hyde Park é atualmente um Sítio Histórico Nacional e o lar de sua biblioteca presidencial. A capital federal hospeda dois memoriais ao ex-presidente. O maior, o Roosevelt Memorial, possui 7,50 acres e está localizado próximo ao Jefferson Memorial, na Tidal Basin. Um memorial mais modesto, um bloco de mármore em frente ao prédio do Arquivo Nacional sugerido pelo próprio Roosevelt, foi erguido em 1965. Em 1946, foi homenageado com uma moeda de dez centavos.

### Biografias
- Daniels, Roger (2015). Franklin D. Roosevelt: Road to the New Deal, 1882–1939. [S.l.]: University of Illinois Press. ISBN 978-0-252-03951-5.
- ——— (2016). Franklin D. Roosevelt: The War Years, 1939–1945. [S.l.]: University of Illinois Press. ISBN 978-0-252-03952-2
- Freidel, Frank (1990), Franklin D. Roosevelt: A Rendezvous with Destiny, ISBN 978-0-316-29260-3 (scholarly biography), one volume; covers entire life' online free to borrow
- Jenkins, Roy (2003), Franklin Delano Roosevelt, ISBN 978-0-8050-6959-4 (short bio from British perspective).
- Pederson, William D., ed. (2011). A Companion to Franklin D. Roosevelt. [S.l.]: John Wiley & Sons. ISBN 978-1-4443-9517-4; 35 essays by scholars. online.
- Ward, Geoffrey C (1985), Before The Trumpet: Young Franklin Roosevelt, 1882–1905, ISBN 978-0-06-015451-6.
- ——— (1992), A First-Class Temperament: The Emergence of Franklin Roosevelt, ISBN 978-0-06-016066-1 (popular biography).

### Estudos acadêmicos
- Badger, Anthony (2008), FDR: The First Hundred Days, ISBN 978-0-8090-4441-2 200 pp; overview by leading British scholar.
- Collins, Robert M. (2002). More: The Politics of Economic Growth in Postwar America. Oxônia: Imprensa da Universidade de Oxônia. ISBN 978-0-19-515263-0
- Leuchtenburg, William E (2005), «Showdown on the Court», Smithsonian, ISSN 0037-7333, 36 (2): 106–13.
- McMahon, Kevin J (2004), Reconsidering Roosevelt on Race: How the Presidency Paved the Road to Brown, ISBN 978-0-226-50088-1.
- Miscamble, Wilson D. (2007). From Roosevelt to Truman: Potsdam, Hiroshima, and the Cold War. [S.l.]: Cambridge University Press. ISBN 978-0-521-86244-8
- Pederson, William D (2011), A Companion to Franklin D. Roosevelt, ISBN 978-1-4443-3016-8, Wiley-Blackwell, 768 pages; essays by scholars covering major historiographical themes. online
- Rauchway, Eric (2008), The Great Depression and The New Deal; A Very Short Introduction, ISBN 978-0-19-532634-5, balanced summary
- Ritchie, Donald A (2007), Electing FDR: The New Deal Campaign of 1932, ISBN 978-0-7006-1687-9.
- Rosen, Elliot A (2005), Roosevelt, the Great Depression, and the Economics of Recovery, ISBN 978-0-8139-2368-0.
- Schlesinger, Arthur M. Jr (1957–1960), The Age of Roosevelt, 3 volumes, OCLC 466716, the classic narrative history. Strongly supports FDR.
- Shaw, Stephen K; Pederson, William D; Williams, Frank J, eds. (2004), Franklin D. Roosevelt and the Transformation of the Supreme Court, ISBN 978-0-7656-1033-1.
- Sitkoff, Harvard, ed. (1985), Fifty Years Later: The New Deal Evaluated, ISBN 978-0-394-33548-3 (essays by scholars).

### Política externa e Segunda Guerra Mundial
- Berthon, Simon; Potts, Joanna (2007). Warlords: An Extraordinary Re-creation of World War II through the Eyes and Minds of Hitler, Churchill, Roosevelt, and Stalin. [S.l.]: Da Capo Press. ISBN 978-0-306-81650-5
- Beschloss, Michael (2002). The Conquerors: Roosevelt, Truman, and the destruction of Hitler's Germany, 1941–1945. Nova Iorque: Simon & Schuster. ISBN 978-0-684-81027-0
- Cole, Wayne S (março de 1957), «American Entry into World War II: A Historiographical Appraisal», The Mississippi Valley Historical Review, 43 (4): 595–617, JSTOR 1902275, doi:10.2307/1902275.
- Feis, Herbert. Churchill-Roosevelt-Stalin: The War they waged and the Peace they sought (1953).
- Fenby, Jonathan. Alliance: the inside story of how Roosevelt, Stalin and Churchill won one war and began another (2015).
- Glantz, Mary E (2005), FDR and the Soviet Union: The President's Battles over Foreign Policy, ISBN 978-0-7006-1365-6, Lawrence: Imprensa da Universidade do Cansas, 253 pp.
- Hamilton, Nigel (2014), The Mantle of Command: FDR at War, 1941–1942, Houghton Mifflin Harcourt 514 pp.
- Kaiser, David (2014). No End Save Victory: How FDR Led the Nation into War. [S.l.: s.n.] ISBN 046501982X
- Langer, William; Gleason, S Everett (1952), The Challenge to Isolation, 1937–1940, OCLC 1448535. The Undeclared War, 1940–1941 (1953) OCLC 404227.
- Mayers, David. (2013) FDR's Ambassadors and the Diplomacy of Crisis: From the Rise of Hitler to the End of World War II.
- Larrabee, Eric (2004), Commander in Chief: Franklin Delano Roosevelt, His Lieutenants, and Their War, ISBN 978-0-06-039050-1.
- Reynolds, David (2006), From World War to Cold War: Churchill, Roosevelt, and the International History of the 1940s, ISBN 978-0-19-928411-5
- Reynolds, David, and Vladimir Pechatnov, eds.  The Kremlin Letters: Stalin's Wartime Correspondence with Churchill and Roosevelt (2019)
- Sherwood, Robert E (1949) [1950], Roosevelt and Hopkins: an Intimate History, Harper, hdl:2027/heb.00749.
- Weinberg, Gerhard L (1994), A World at Arms: A Global History of World War II, ISBN 978-0-521-44317-3, Cambridge University Press, hdl:2027/heb.00331.

### Críticas
- Barnes, Harry Elmer (1953), Perpetual War for Perpetual Peace: A Critical Examination of the Foreign Policy of Franklin Delano Roosevelt and Its Aftermath, OCLC 457149.
- Best, Gary Dean (1991), Pride, Prejudice, and Politics: Roosevelt Versus Recovery, 1933–1938, ISBN 978-0-275-93524-5, Praeger.
- ——— (2002), The Retreat from Liberalism: Collectivists versus Progressives in the New Deal Years, ISBN 978-0-275-94656-2, Praeger.
- Breitman, Richard; Lichtman, Allan J (2013), FDR and the Jews, ISBN 978-0-674-05026-6, Harvard University Press, OCLC 812248674, 433 pp.
- Russett, Bruce M (1997), No Clear and Present Danger: A Skeptical View of the United States Entry into World War II 2nd ed. .
- Plaud, Joseph J (2005), Historical Perspectives on Franklin D. Roosevelt, American Foreign Policy, and the Holocaust, The FDR American Heritage Center Museum.
- Powell, Jim (2003), FDR's Folly: How Roosevelt and His New Deal Prolonged the Great Depression, ISBN 978-0-7615-0165-7.
- Schivelbusch, Wolfgang (2006), Three New Deals: Reflections on Roosevelt's America, Mussolini's Italy, and Hitler's Germany, 1933–1939.
- Shlaes, Amity (2007), The Forgotten Man: A New History of the Great Depression.
- Smiley, Gene (1993), Rethinking the Great Depression (short essay).

### Retórica de FDR
- Buhite, Russell D; Levy, David W, eds. (1993), FDR's Fireside Chats.
- Craig, Douglas B (2005), Fireside Politics: Radio and Political Culture in the United States, 1920–1940.
- Crowell, Laura (1952), «Building the 'Four Freedoms' Speech», Communication Monographs, 22 (5): 266–83, doi:10.1080/03637755509375153.
- Houck, Davis W (2001), Rhetoric as Currency: Hoover, Roosevelt, and the Great Depression, College Station, Texas: Imprensa da Universidade Texas A&M.
- ——— (2002), FDR and Fear Itself: The First Inaugural Address, College Station, Texas: Imprensa da Universidade Texas A&M.
- Roosevelt, Franklin D. (2005), My Friends: Twenty Eight History Making Speeches, ISBN 978-1-4179-9610-0, Kessinger Publishing
- ——— (1988), Franklin D. Roosevelt's Rhetorical Presidency, Greenwood Press.

### Historiografia
- Hendrickson, Jr., Kenneth E. "FDR Biographies," in William D. Pederson, ed. A Companion to Franklin D. Roosevelt (2011) pp 1–14 online
- Provizer, Norman W. "Eleanor Roosevelt Biographies," in William D. Pederson, ed. A Companion to Franklin D. Roosevelt (2011) pp 15–33 online